# Camp militaire de Coëtquidan
Le camp militaire de Coëtquidan est un camp d'entraînement et de manœuvres de l'armée de terre française de 5 253 hectares s'étendant sur six communes bretonnes dans le nord-est du département du Morbihan : Guer, Saint-Malo-de-Beignon, Beignon, Campénéac, Augan et Porcaro.
Il abrite l'Académie militaire de Saint-Cyr Coëtquidan.

## Géographie
Il est situé à une vingtaine de kilomètres à vol d'oiseau au sud-ouest de Rennes et à la même distance à l'est de Ploërmel, au sud de la forêt de Paimpont, entre, à l'est, la vallée de l'Aff et, à l'ouest, celle de l'Oyon, son affluent.

## Toponymie
En breton, cotquidan signifie au-dessous (idan) du bois (coët).

## Histoire

### Coëtquidan avant la création du camp

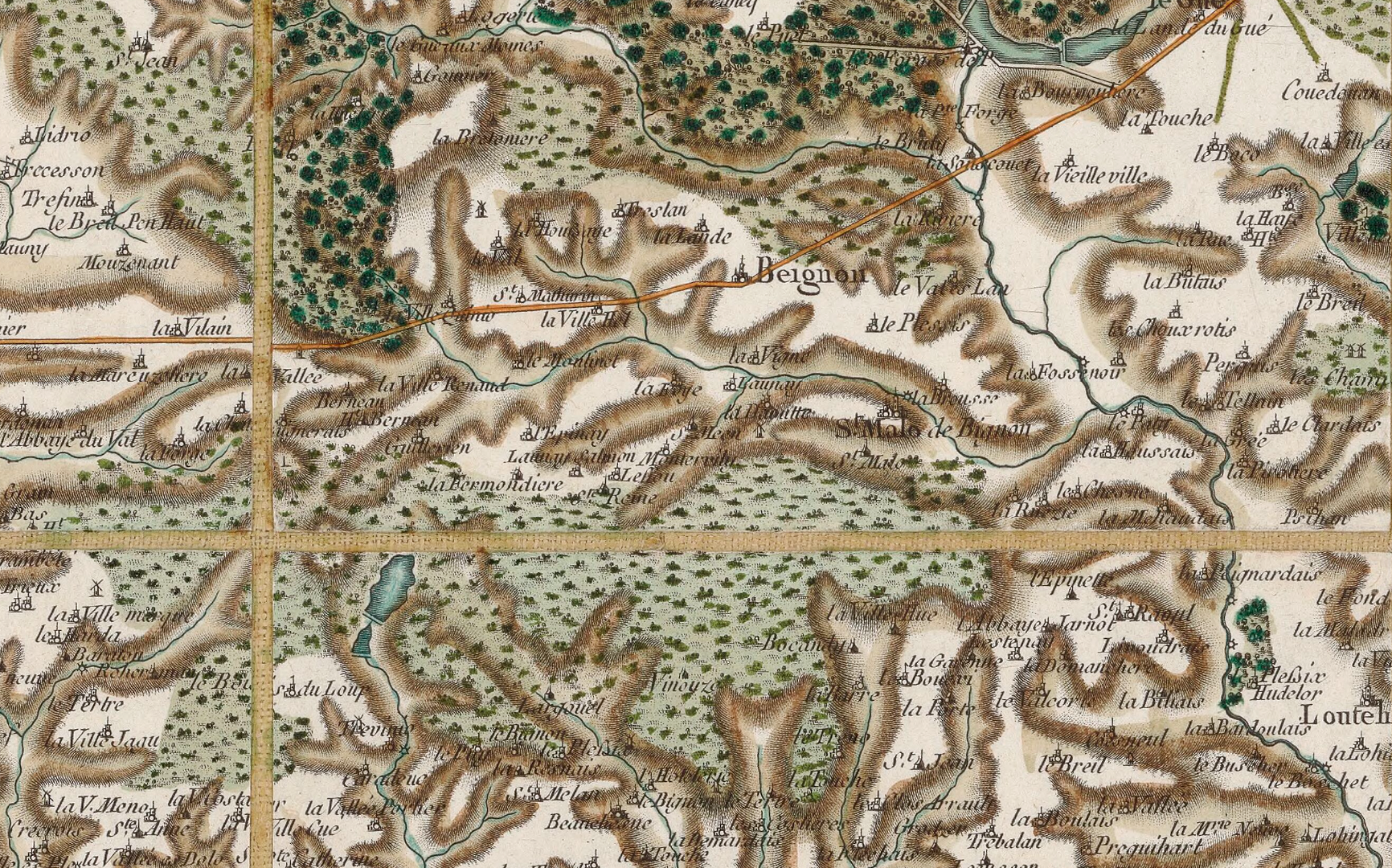
Carte de Cassini de Beignon, Saint-Malo-de-Beignon et des landes de Coëtquidan (1778).

Le nom de Coëtquidan n'apparaît pas sur la carte de Cassini publiée en 1778.

### La création et l'extension du camp
Un camp temporaire d'instruction de l'armée est installé pendant l'été 1843 dans la vallée de l'Aff, accueillant plus de 8 000 soldats ; ses terrains de manœuvre étaient les landes du Thélin, une zone alors déserte. Ce camp de Thélin n'eût qu'une brève existence : il fut vandalisé pendant l'hiver suivant et abandonné aussitôt.

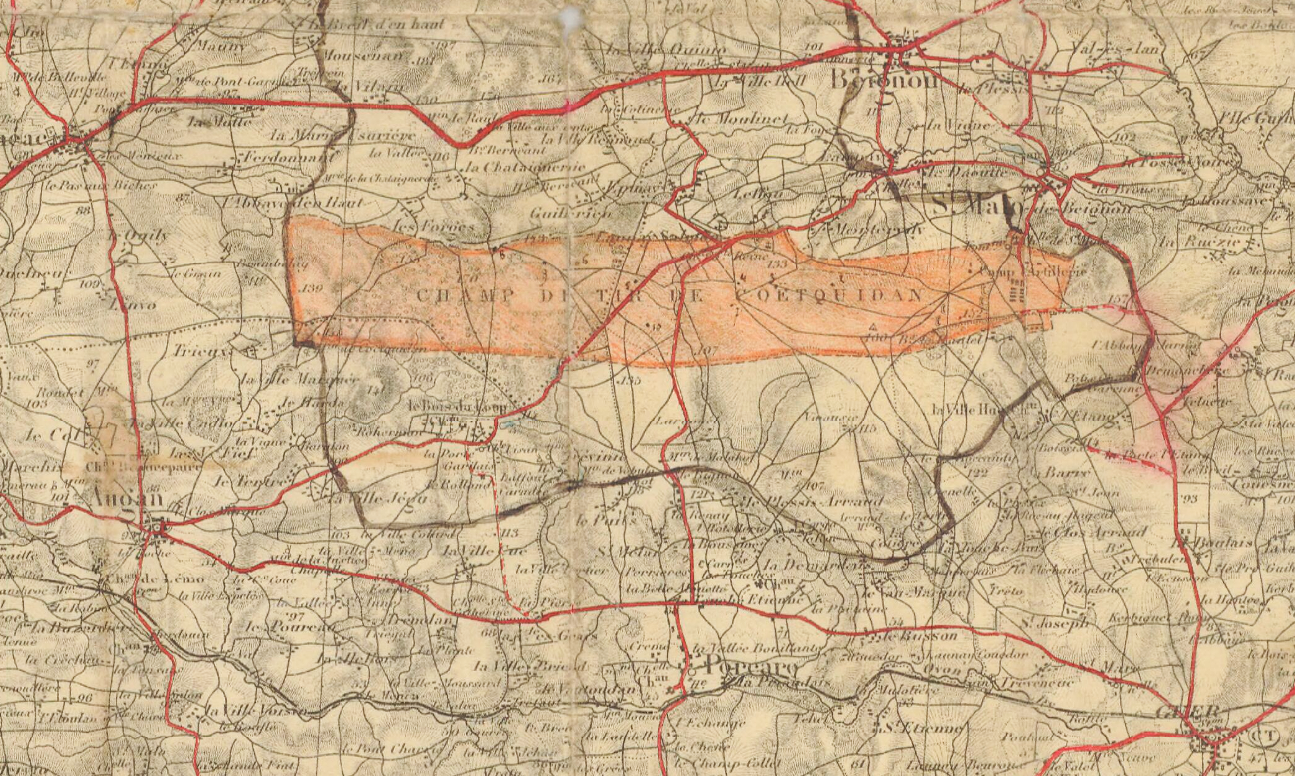
Carte du champ de tir de Coëtquidan lors de sa création (1878).

Le camp est créé en 1873, à Coëtquidan, un lieu-dit de Saint-Malo-de-Beignon, comme camp temporaire et devient permanent en 1878 avec l'expropriation de 1 063 hectares pour construire un champ de tir d'artillerie de plus de 8 kilomètres de longueur dans le contexte de la défaite française lors de la guerre de 1870 et de la montée de la puissance allemande.
C'est en 1873 que le ministre de la guerre fait étudier le projet d'un champ de tir sur la lande de Coëtquidan, les portions de lande à occuper momentanément dépendant des six communes de Guer, Augan, Porcaro, Saint-Malo-de-Beignon, Campénéac et Beignon. « Elles se composent, dans les cinq premières, de terrains communaux que les municipalités s'étaient empressées de mettre à la disposition de l'administration de la guerre, moyennant la concession de certains avantages, notamment des fumiers. Mais, dans la commune de Beignon, la négociation avait été plus difficile parce que les terrains y étaient devenus l'objet d'un partage consommé entre les habitants, et qu'on avait à traiter avec un plus grand nombre d'individus ».
De 1906 jusqu'en 1912, l'armée fait l'acquisition de 4 190 hectares supplémentaires et le champ de tir d'artillerie initial devient un camp d'instruction national. D'importantes constructions sont alors érigées sur le flanc nord. 
Les expropriations provoquées par l'extension du camp de Coëtquidan aux alentours de 1910-1912 provoquèrent un véritable traumatisme dans la région : 400 habitants et 2 000 hectares de terres (en réalité 1 640 hectares) furent expropriés à Beignon ; à Campénéac, Augan et Porcaro près de 5 000 hectares ont été frappés d'expropriation. « Le château du Bois-du-Loup, valant 1 million [de francs] a été abattu à coups de canon (..) Les villages de Montervily, Le Faou, Launay-Salmon, Lépinay, La Ville-Quignon, La Ville-Lhèle sont tous dévastés. Les anciens propriétaires de ces maisons ont tiré le meilleur parti possible des boiseries, portes et fenêtres ; le génie qui a pris possession de toute cette contrée a emporté le reste : poutres, etc.. (..) Plus loin, nous entrons dans la chapelle Saint-Mathurin, de style roman. Les portes sont brisées ; plus d'autel, plus un seul vitrail ; les dalles ont été enlevées (..) Il en est de même, paraît-il, des chapelles de Saint-Méen et de Sainte-Reine, où tous les ans, jadis, les foules venaient en pèlerinage ». En octobre 1914 de faux bruits accusèrent à tort des prisonniers de guerre allemands, hébergés à Saint-Malo-de-Beignon, d'être les auteurs de ces destructions.
Dès février 1914 une déviation de la route de Ploërmel à Rennes, qui traverse le camp et dont l'autorité militaire veut interdire l'accès, est envisagée, mais la guerre survint.

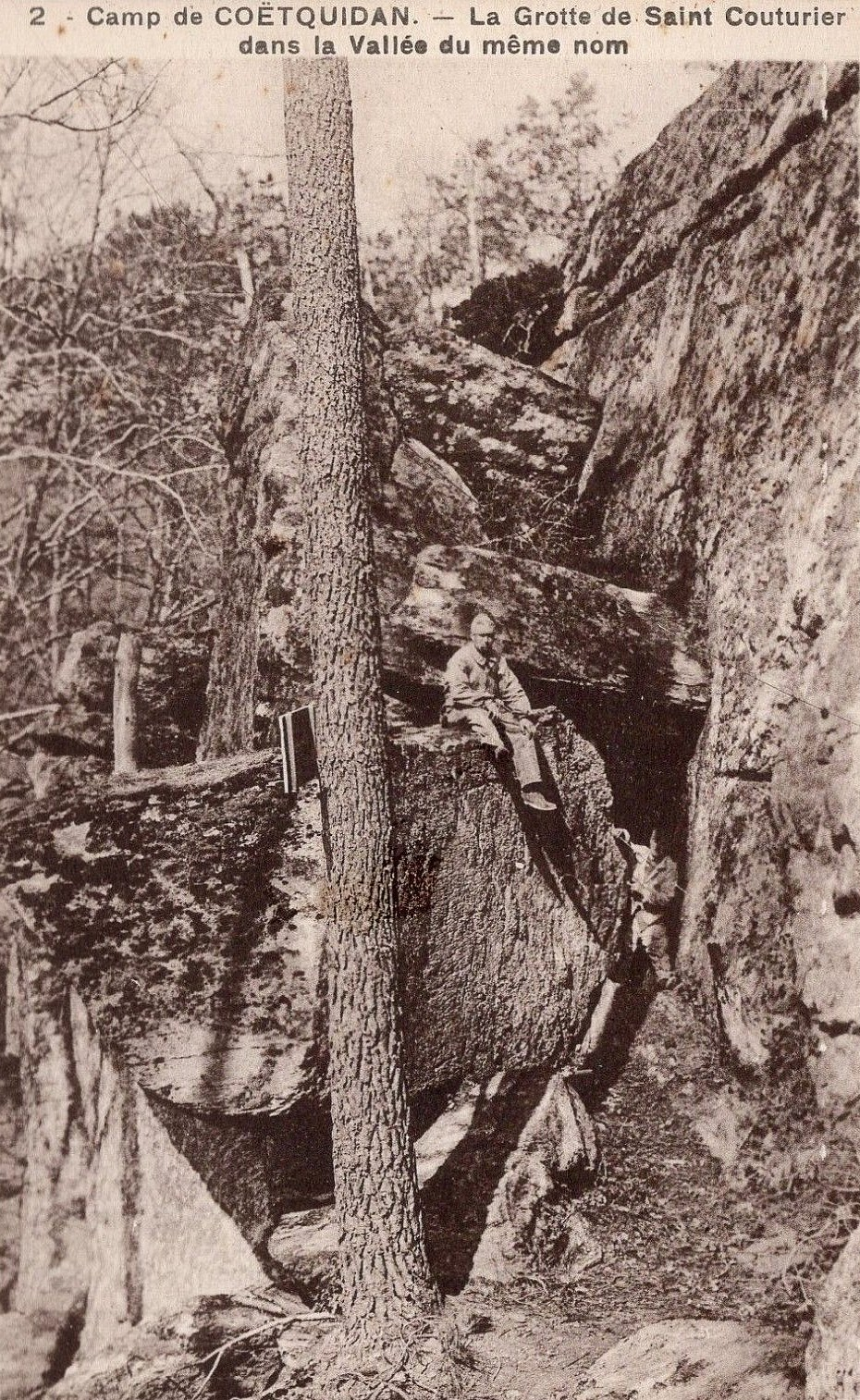
La grotte de Saint-Couturier vers 1905 (en Augan, dans la partie de la commune incluse dans le camp de Coëtquidan).
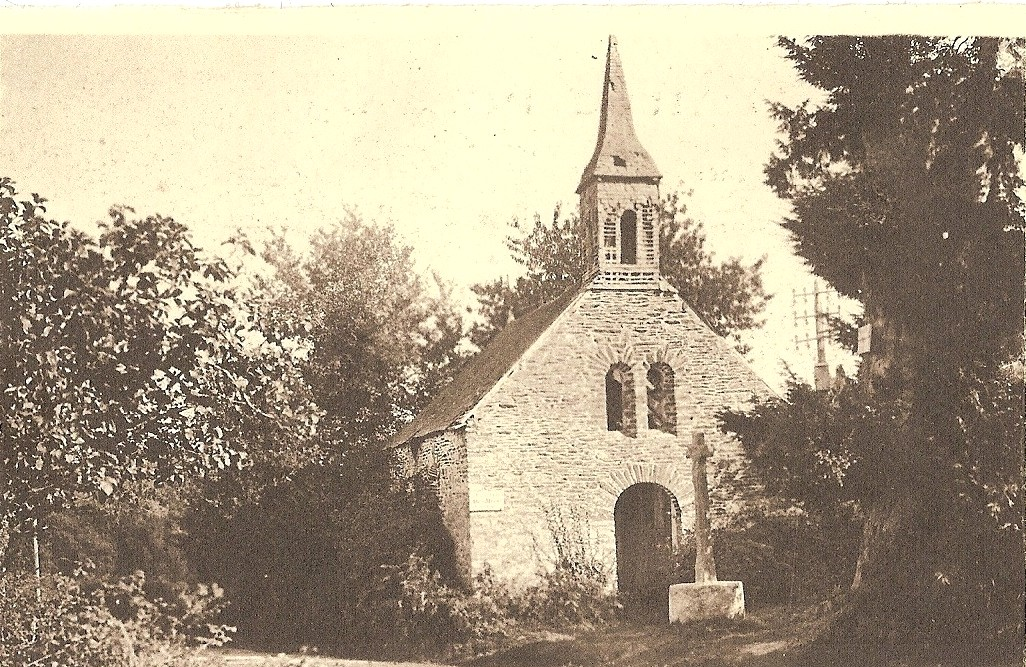
La chapelle Saint-Méen (en Beignon, incluse dans le camp de Coëtquidan) ; elle datait du XVIe siècle (carte postale).
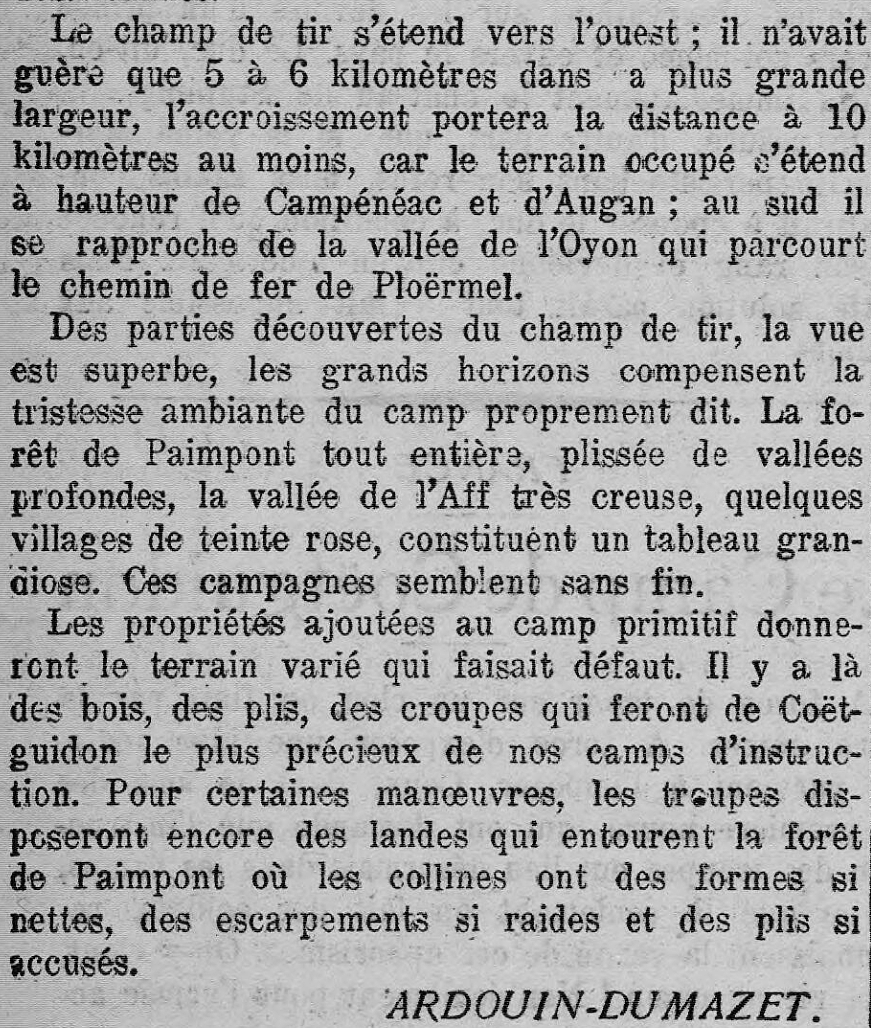
L'extension projetée du camp de Coëtquidan (Le Courrier de Metz, 1908, extrait d'un article d'Ardouin-Dumazet).
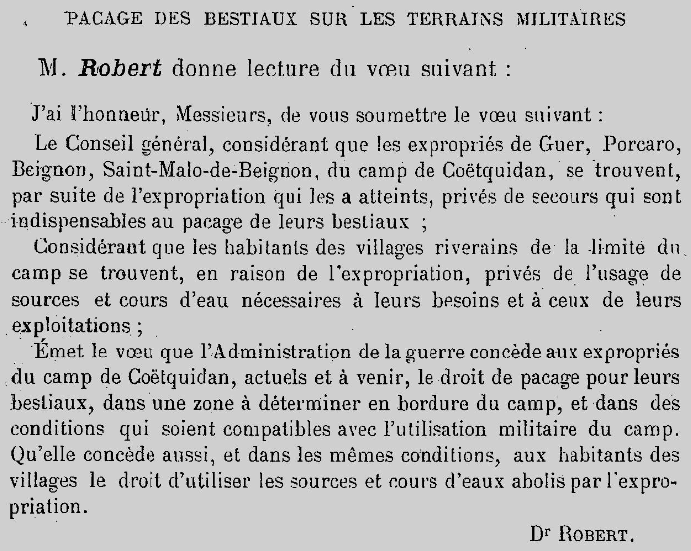
Vœu proposé et adopté par le Conseil général du Morbihan pour que les paysans obtiennent le droit de pacage et d'eau dans le camp de Coëtquidan.
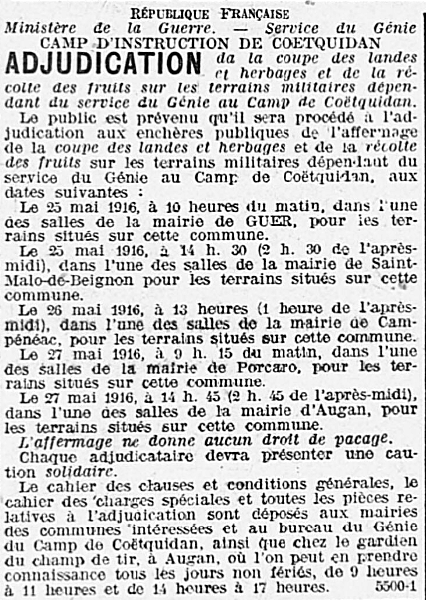
Camp de Coëtquidan ː adjudication annuelle de la coupe des landes et herbages (1916).
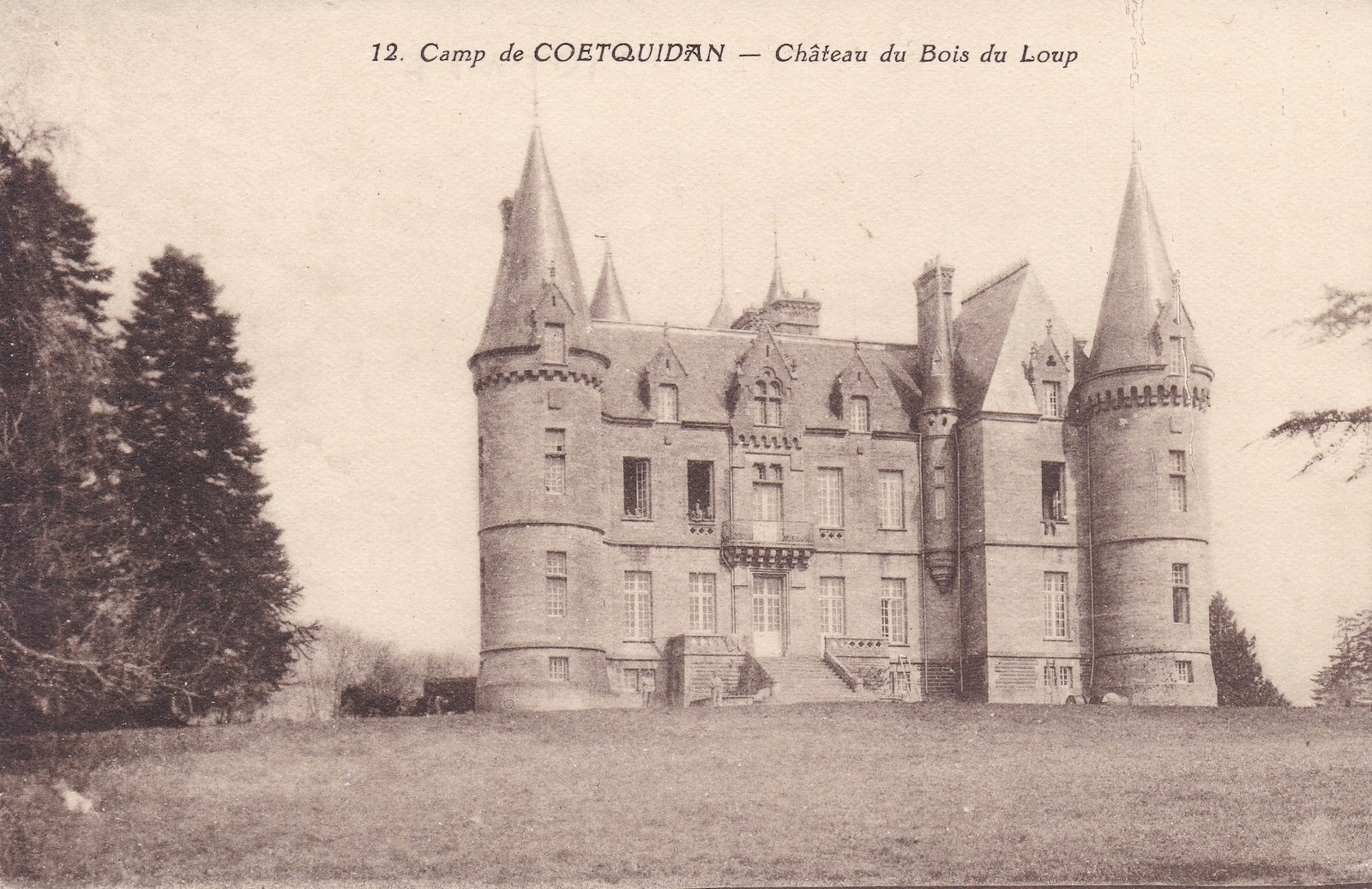
Le château du Bois-du-Loup (en Augan) vers 1925 (carte postale). Inclus dans le périmètre du camp de Coëtquidan, ce château est désormais en ruine.

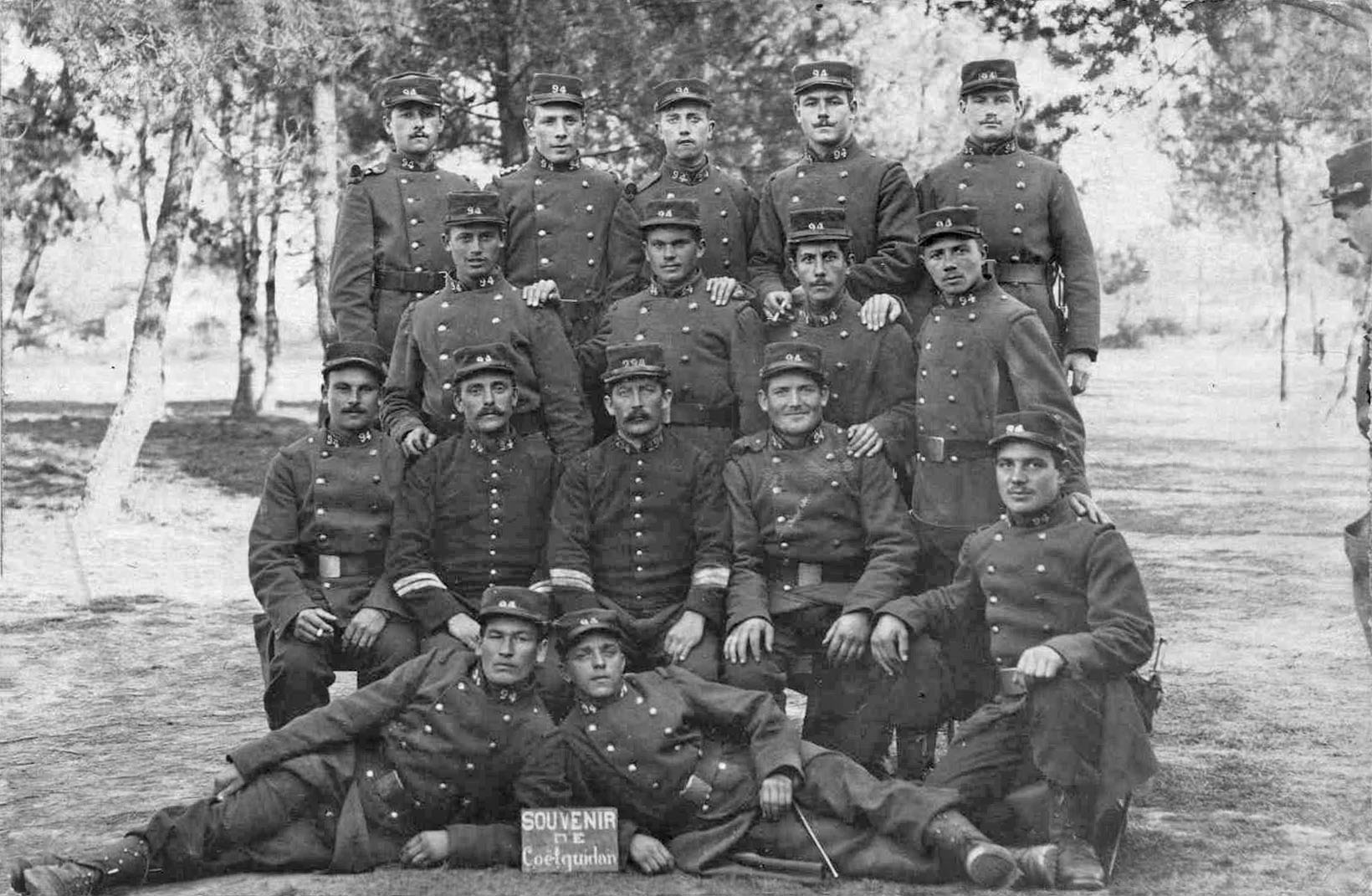
Soldats du 94e régiment d'infanterie au camp de Coëtquidan vers 1910.
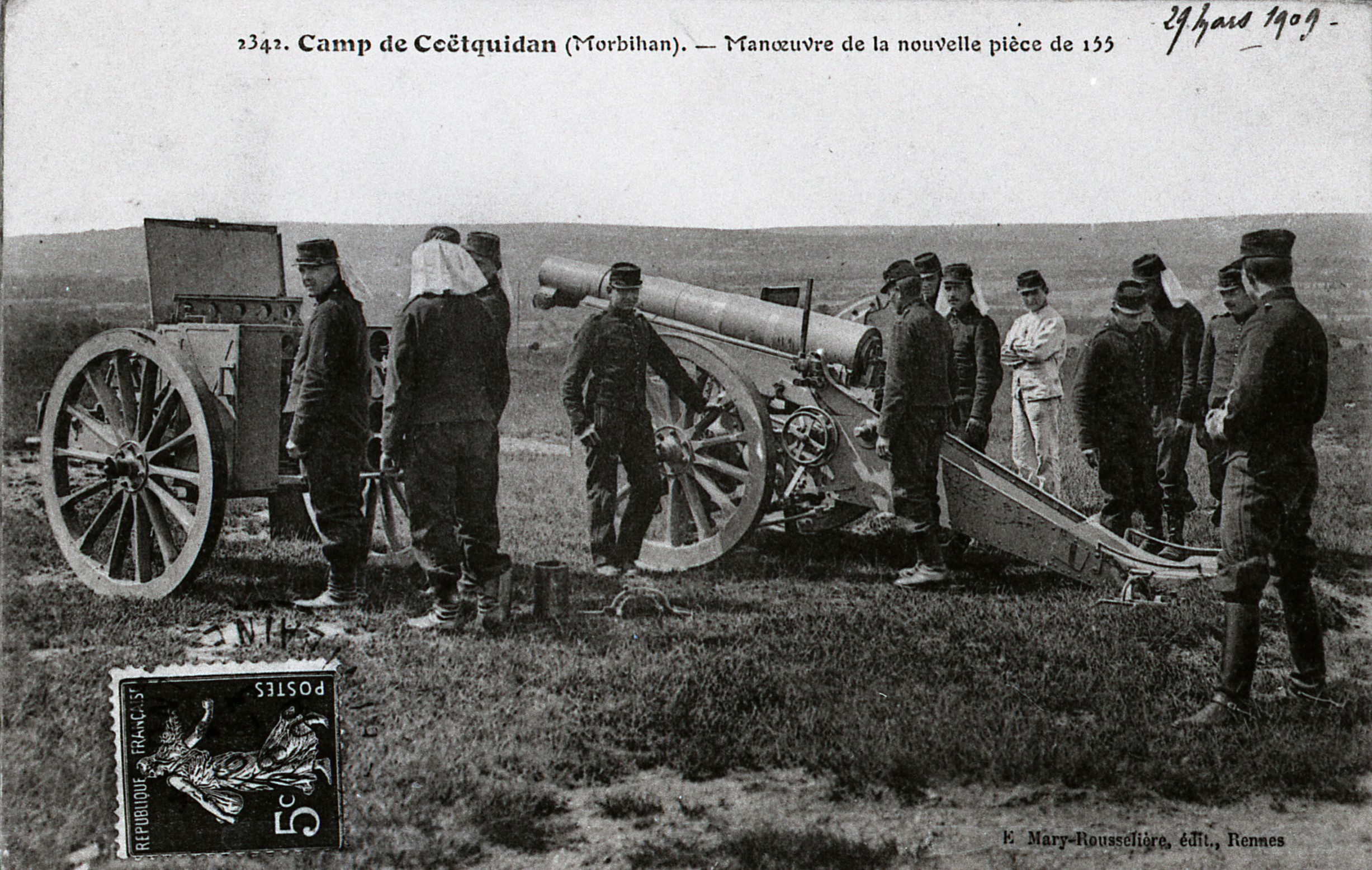
Manœuvre du canon de 155 mm au camp de Coëtquidan (vers 1909).
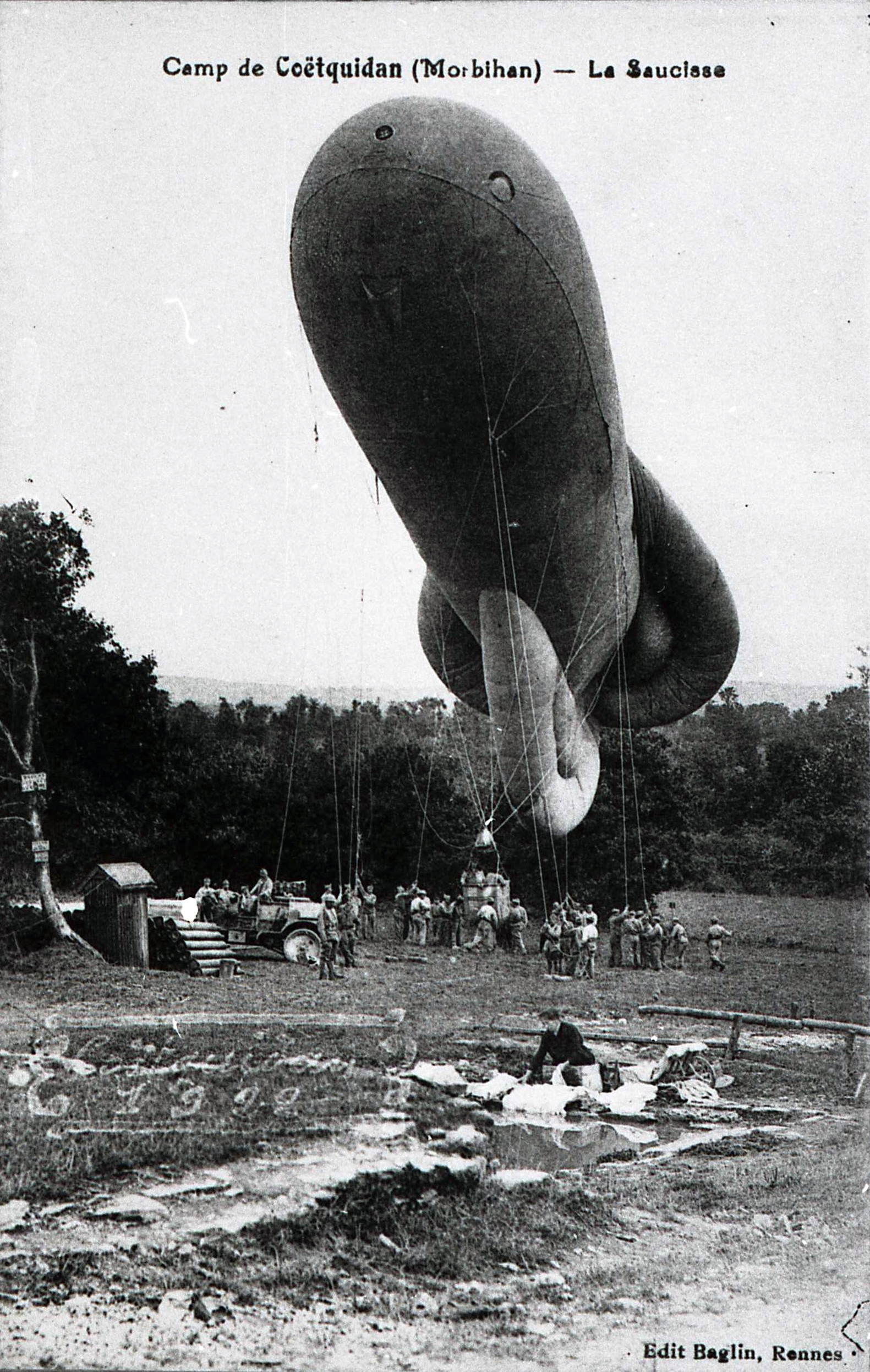
Ballon captif à l'atterrissage en 1912 au camp de Coëtquidan.
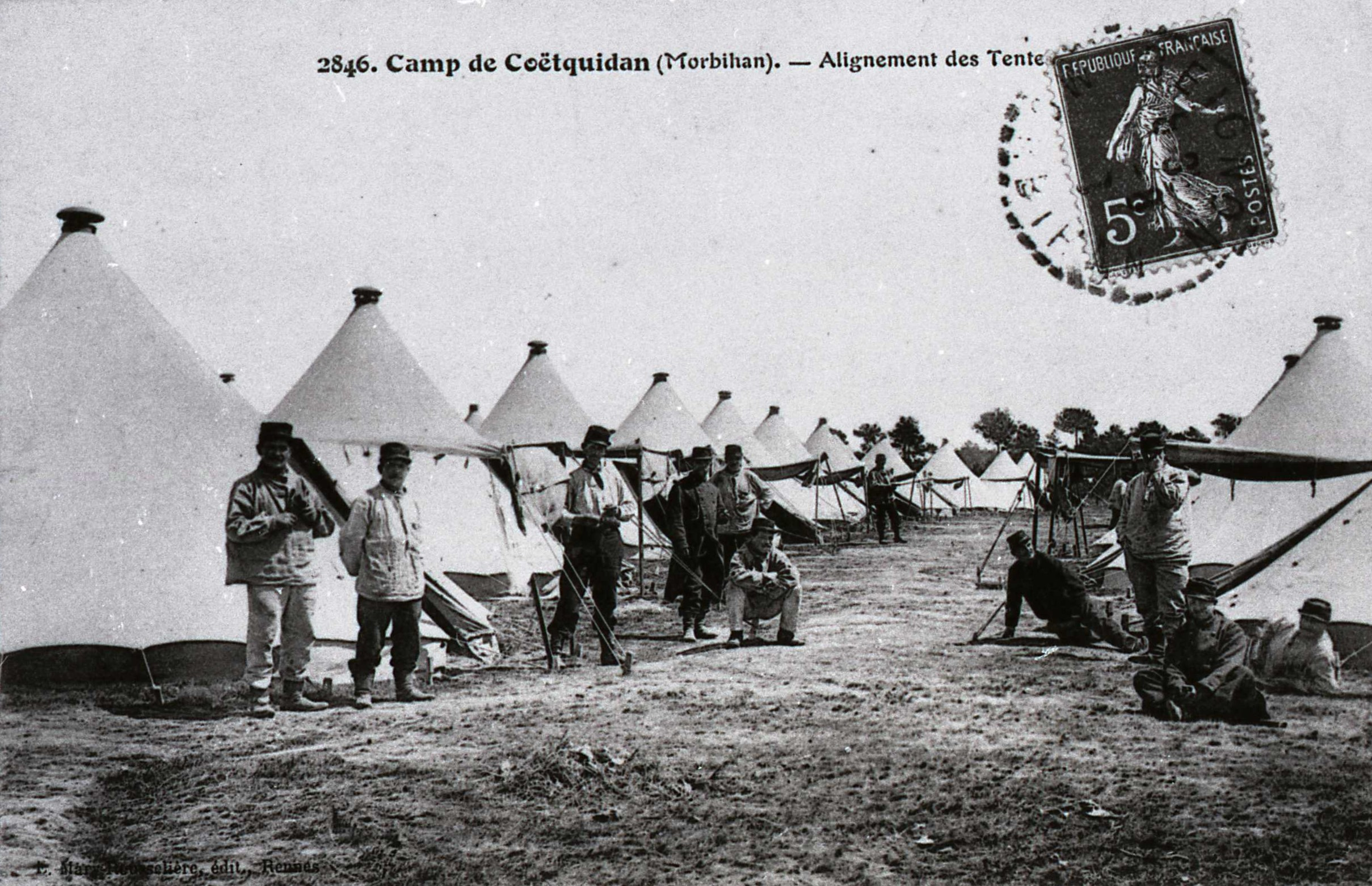
Alignement de tentes au camp de Coëtquidan vers 1912.
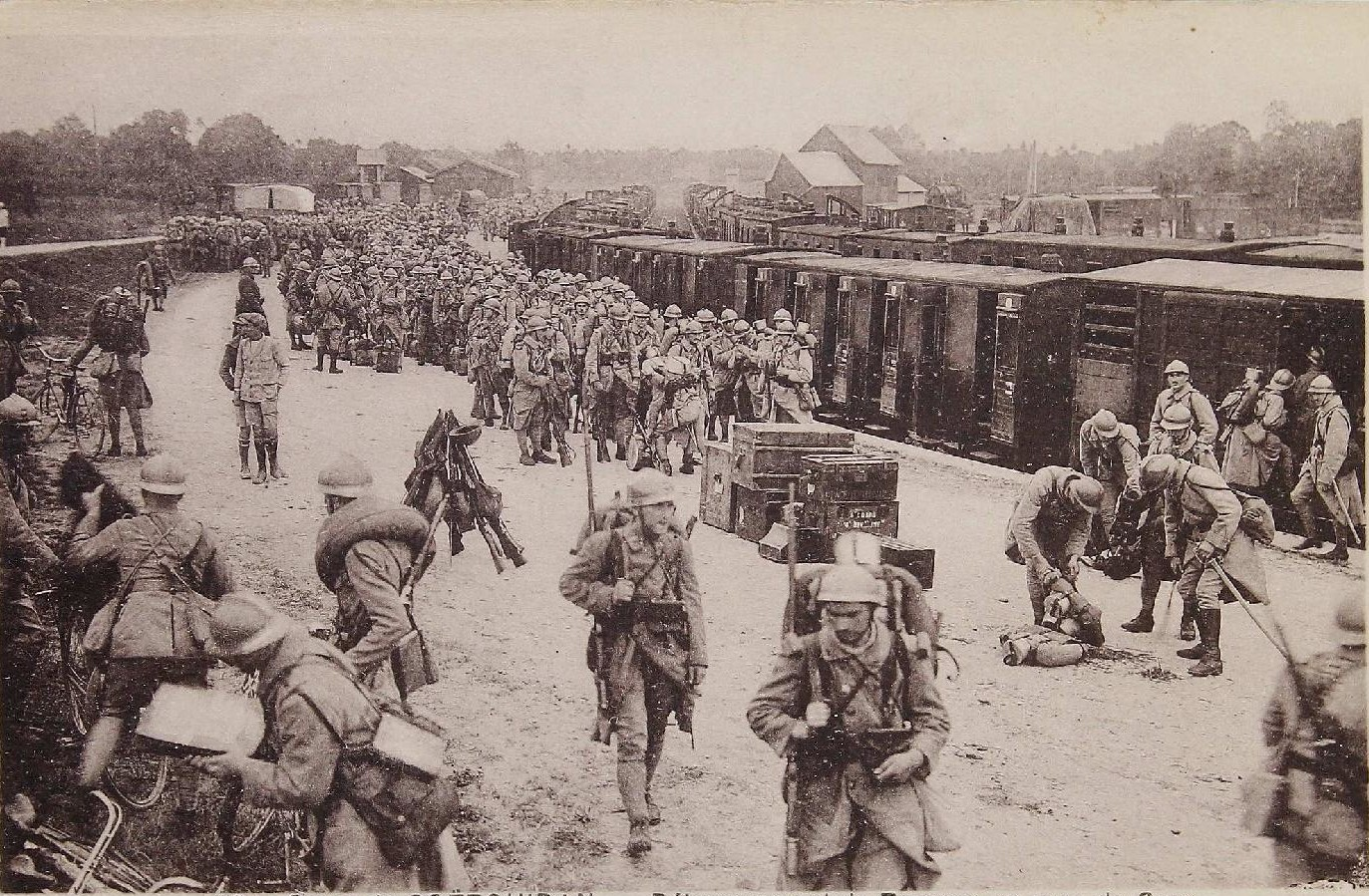
Débarquement de troupes se rendant au camp de Coëquidan en gare de Guer (carte postale, 1914).
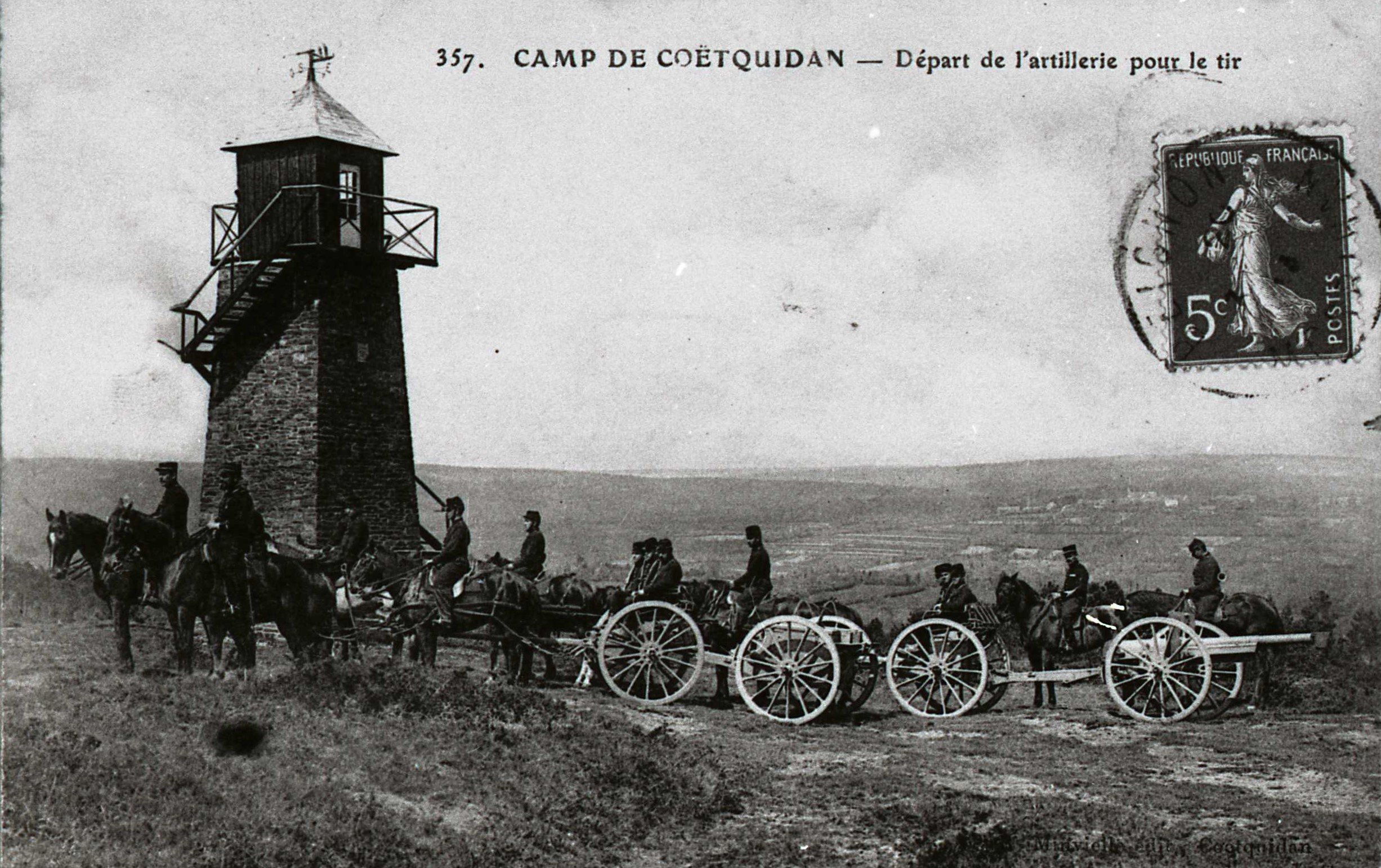
Départ de l'artillerie pour le tir (vers 1914).
Artillerie portée, mise à terre des canons (manœuvres au camp de Coëtquidan vers 1914).
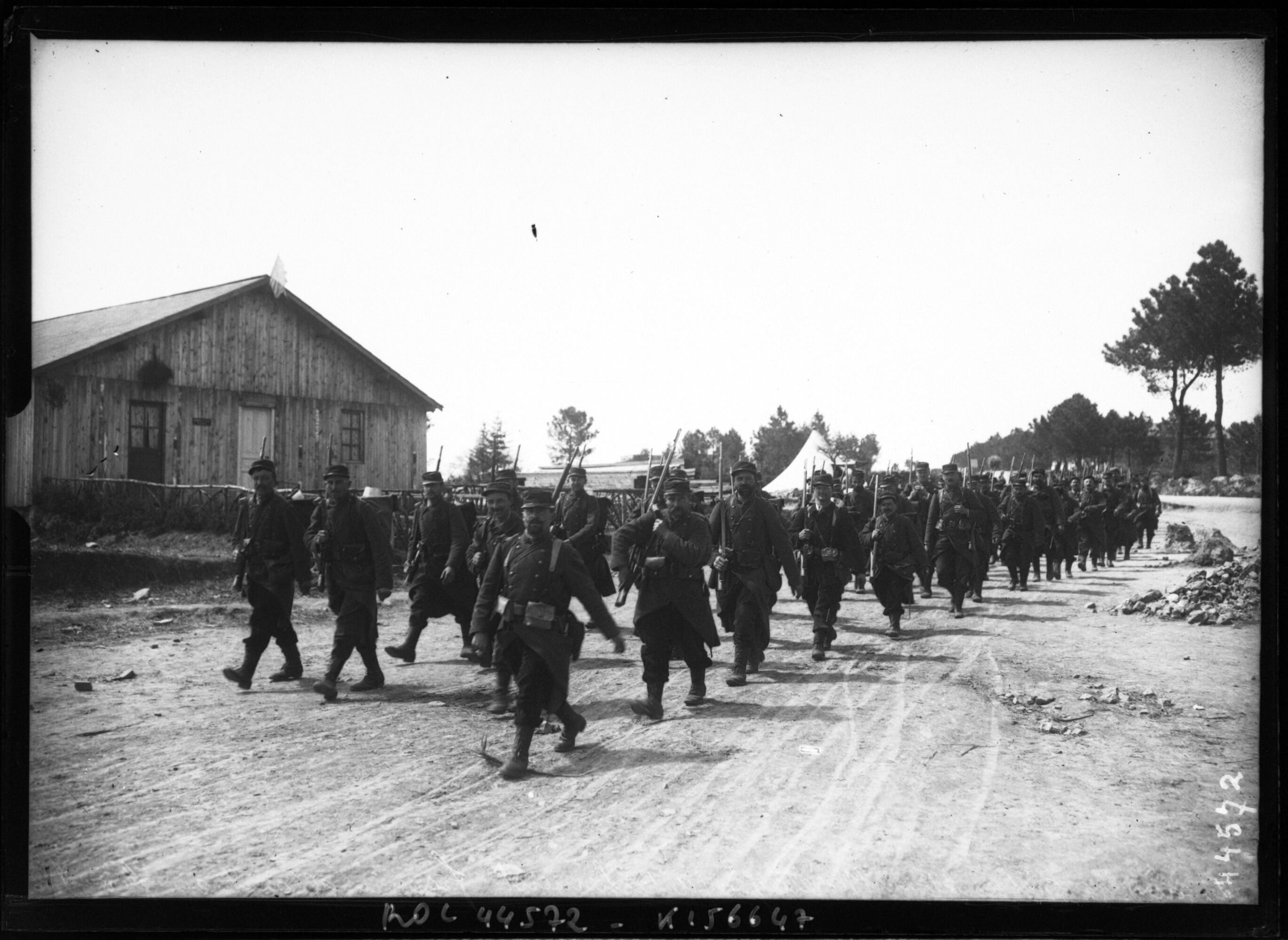
Camp de Coëtquidan ; détachement français partant pour le front ([photographie de presse, Agence Rol, avril 1915).

Pendant la Première Guerre mondiale, une partie du camp devient un camp pour prisonniers de guerre allemands. 

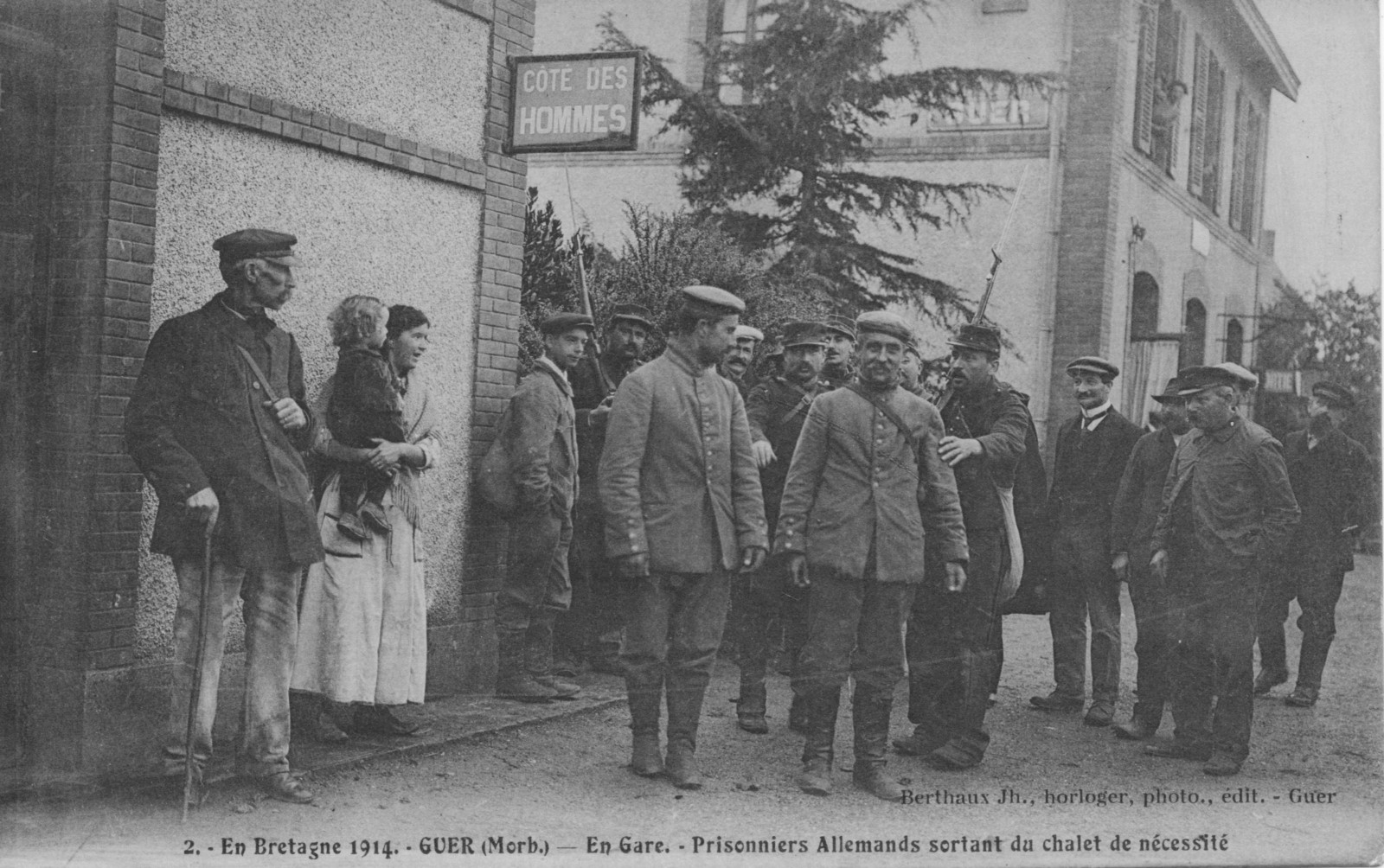
Prisonniers de guerre allemands en gare de Guer (fin 1914).
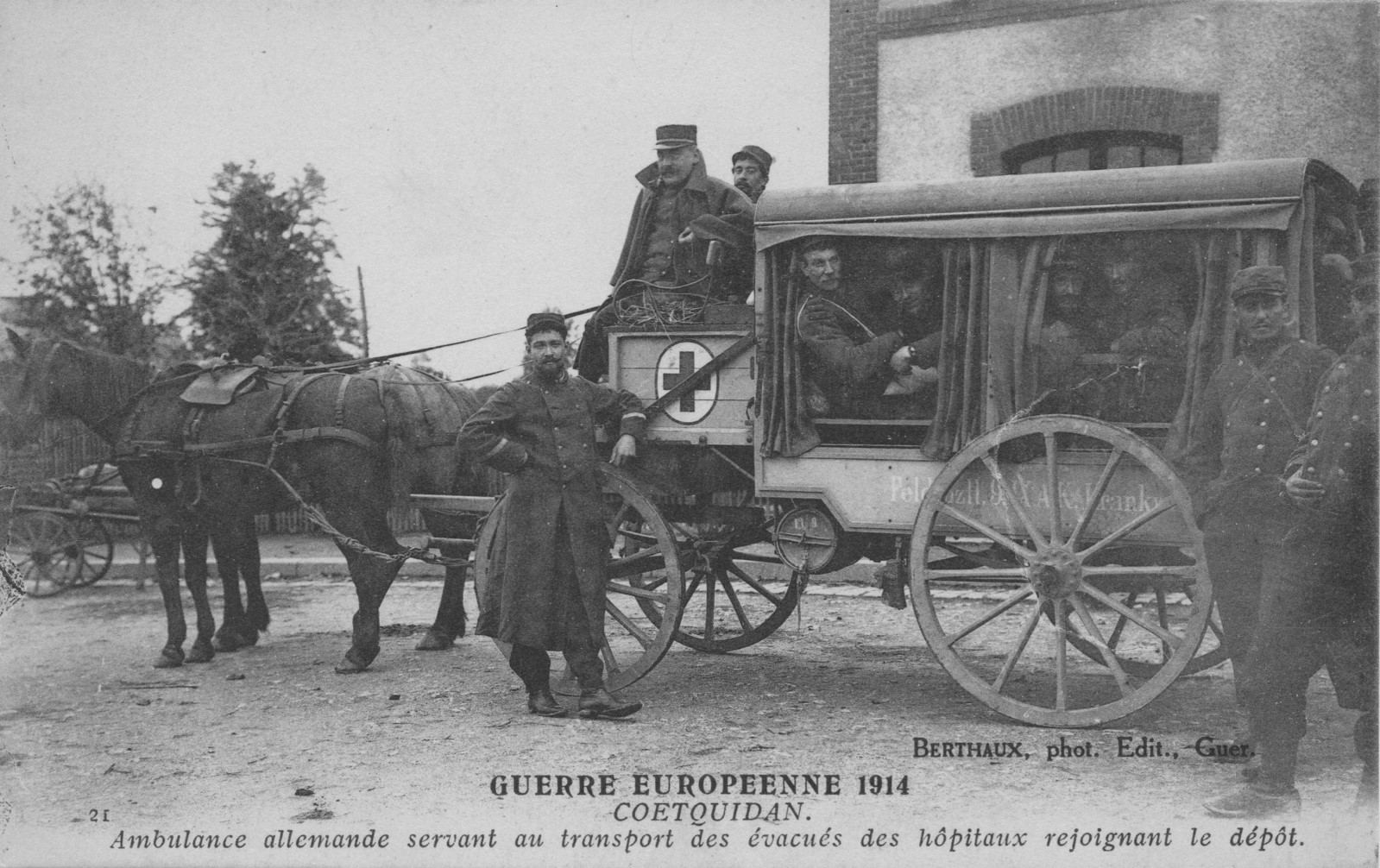
Ambulance allemande servant au transport des blessés au camp de Coëtquidan.
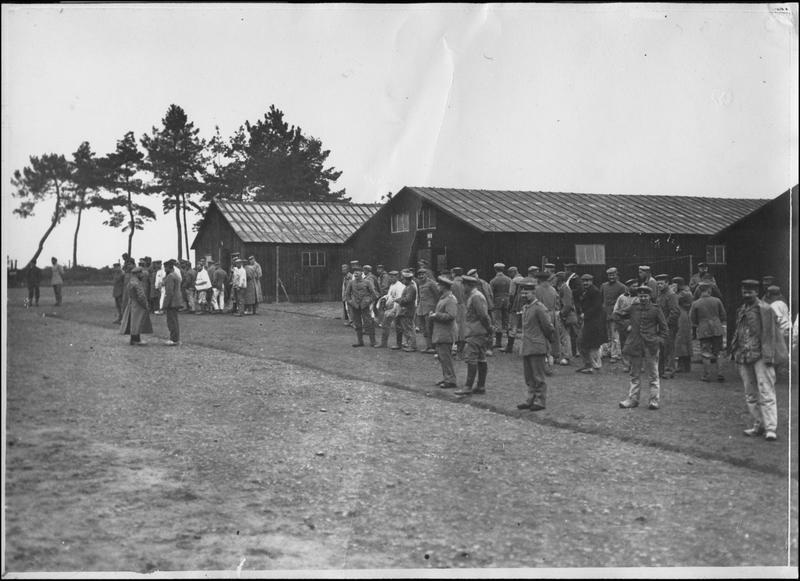
Le camp des prisonniers de guerre à Coëtquidan.
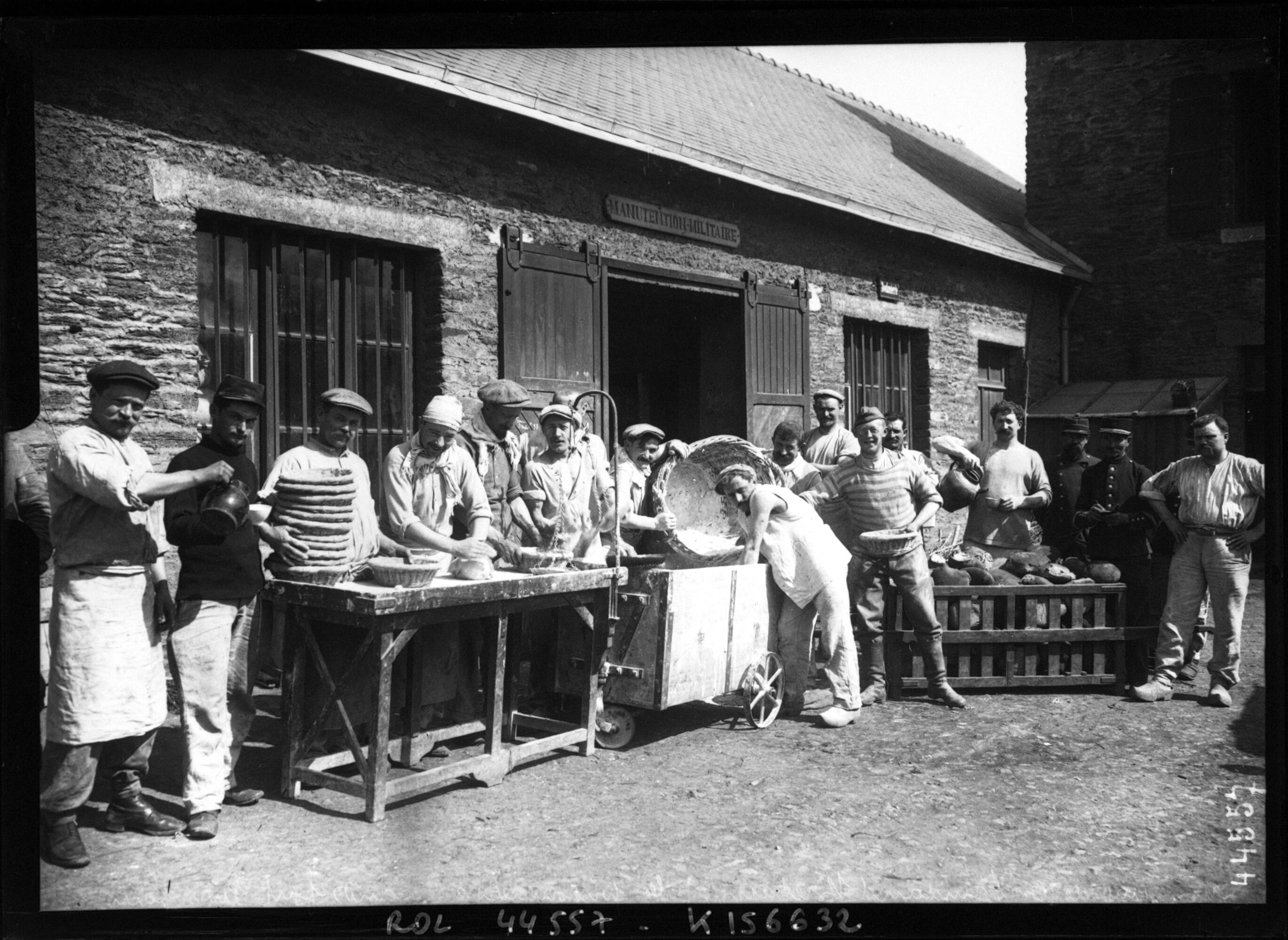
Prisonniers allemands faisant leur pain (1915).
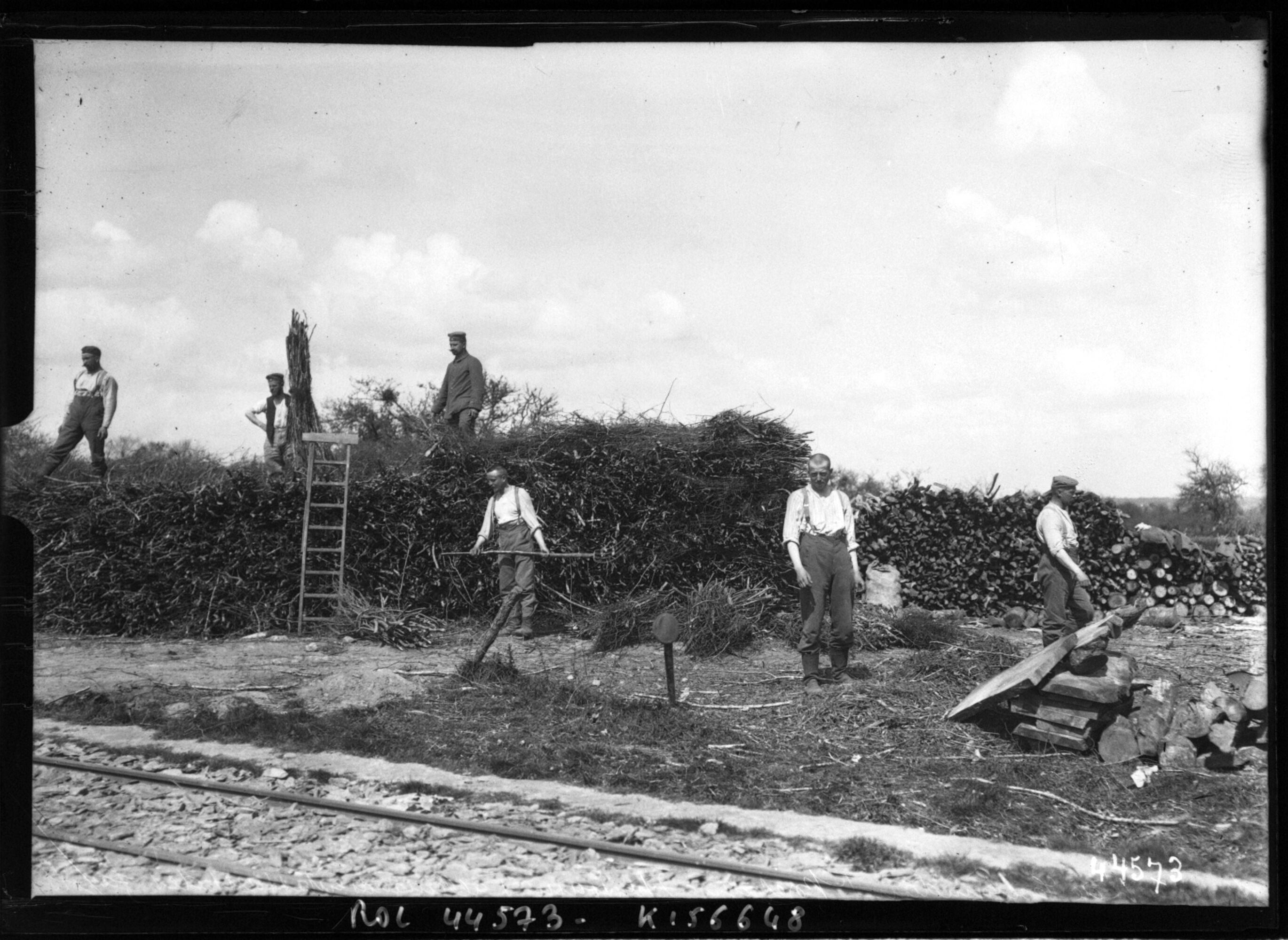
Prisonniers allemands entassant des fagots (1915).
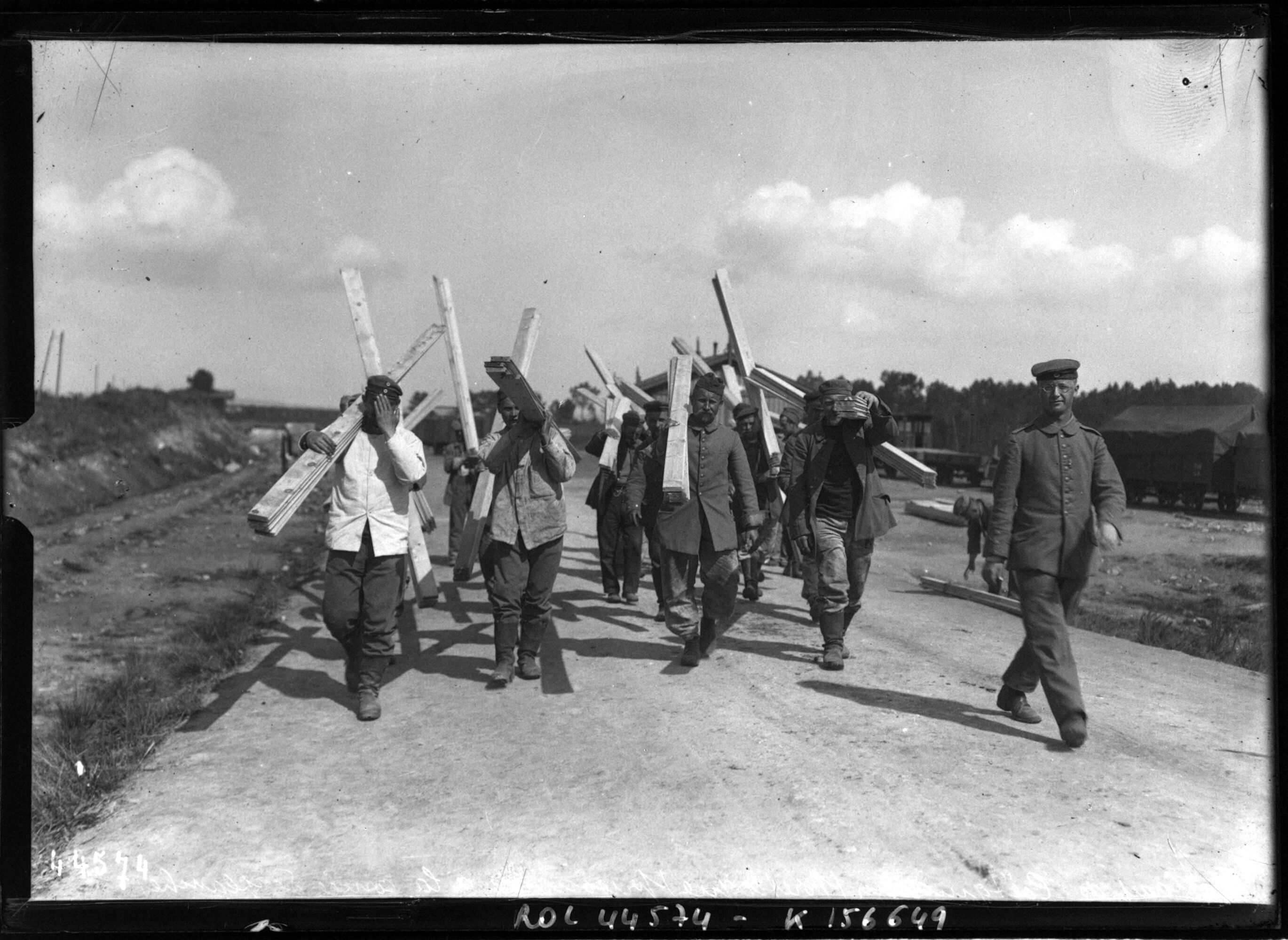
Prisonniers allemands à la corvée de planches au camp de Coëtquidan.
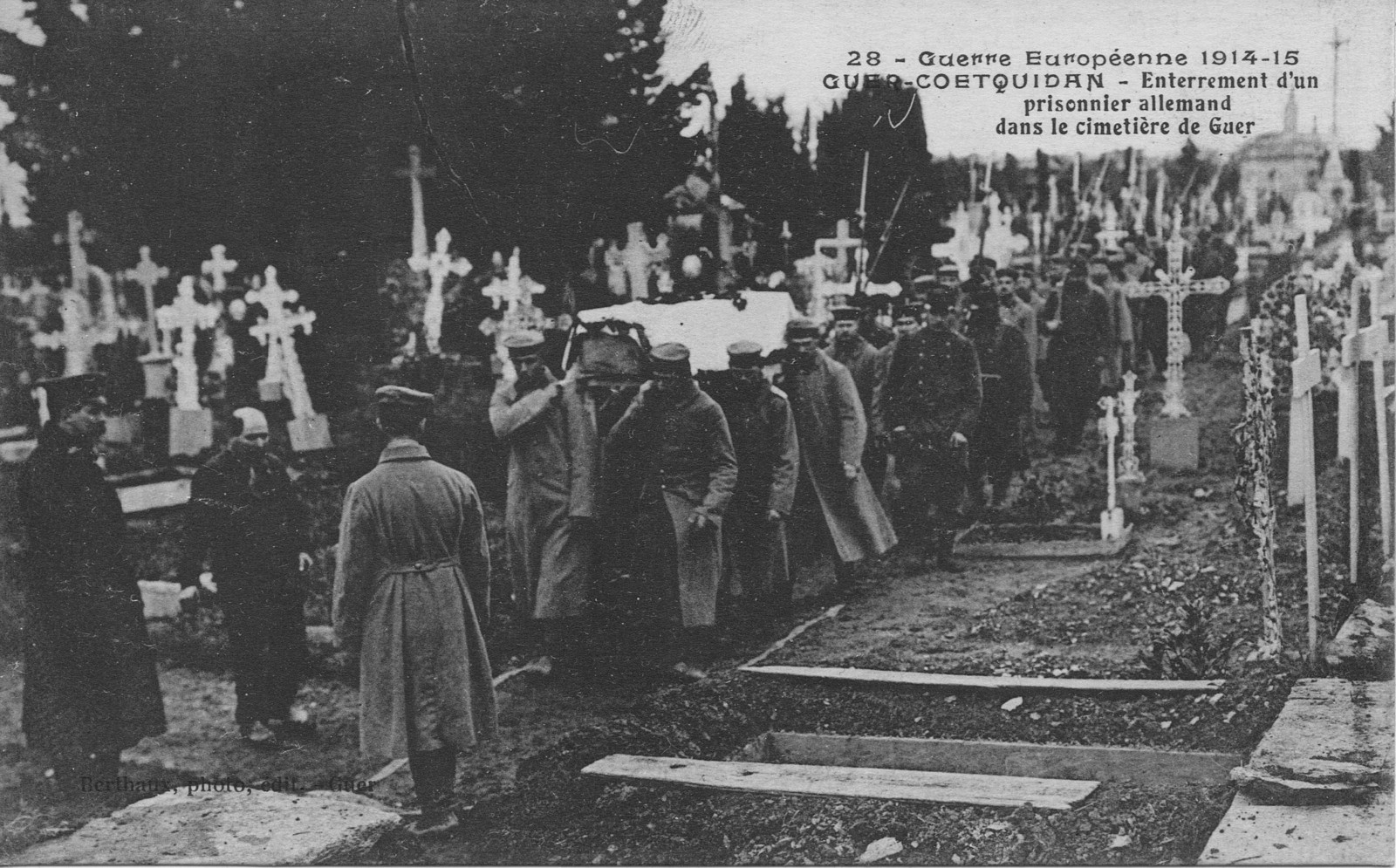
Inhumation d'un soldat allemand dans le cimetière de Guer en 1915.

Entre août 1917 et juin 1919, une partie du corps expéditionnaire américain s'y installe, modernisant les installations avec l'arrivée de l'eau courante et la construction d'une gare ferroviaire à Guer.

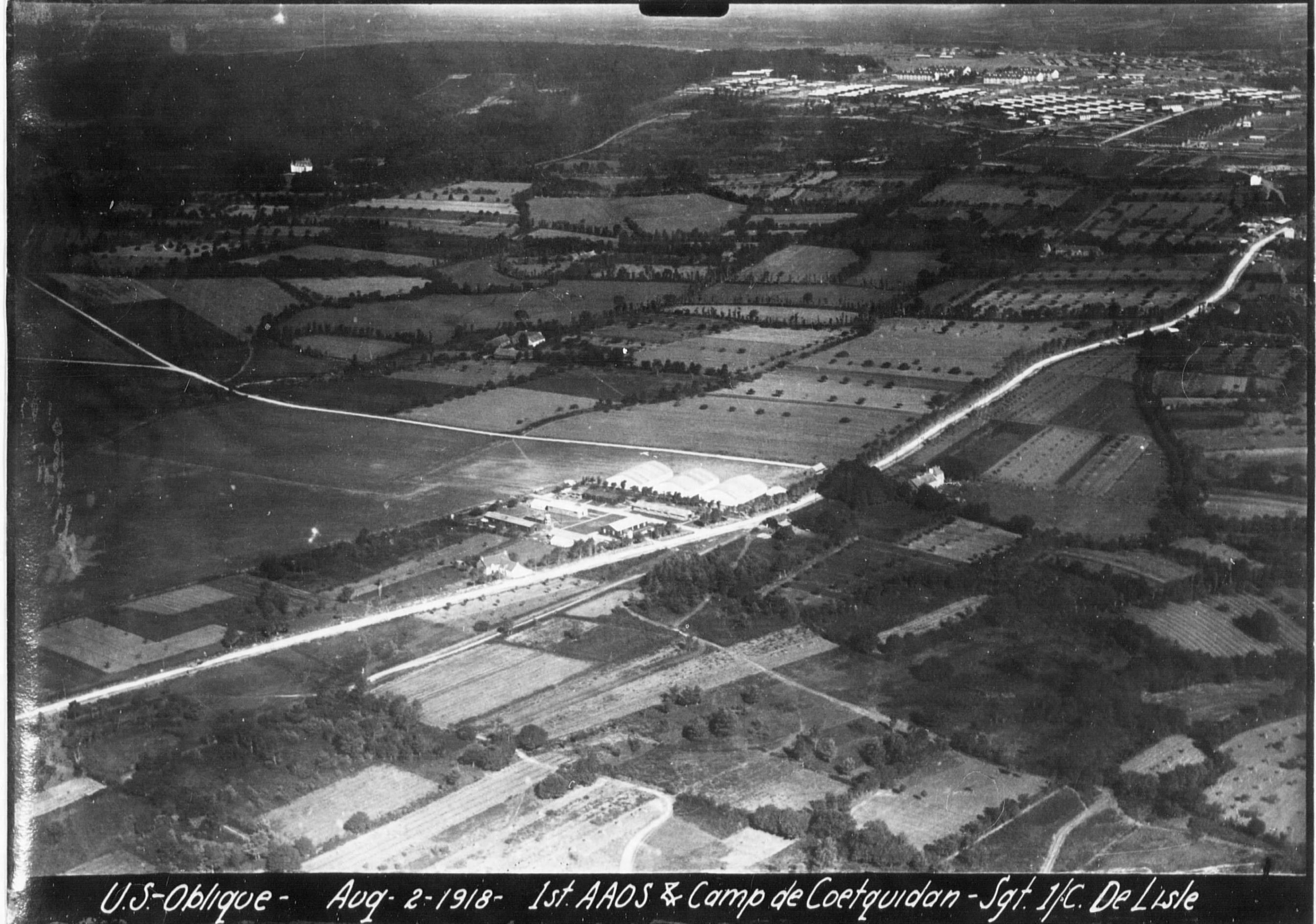
Photographie aérienne du camp de Coëtquidan en 1918 (photographie US Army).
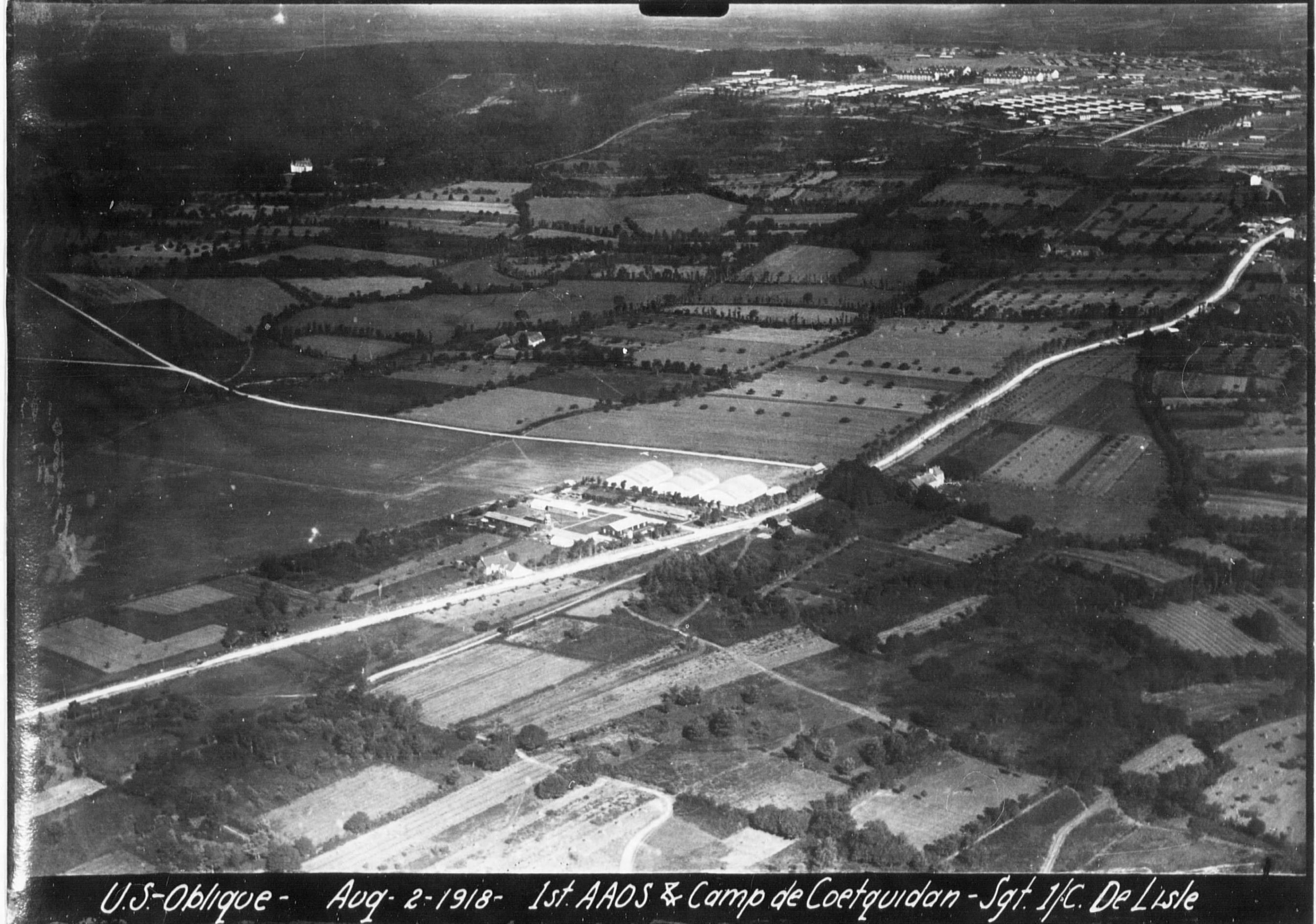
Avions américains et hangars d'aviation au camp de Coëtquidan en 1918 (photographie US Army).
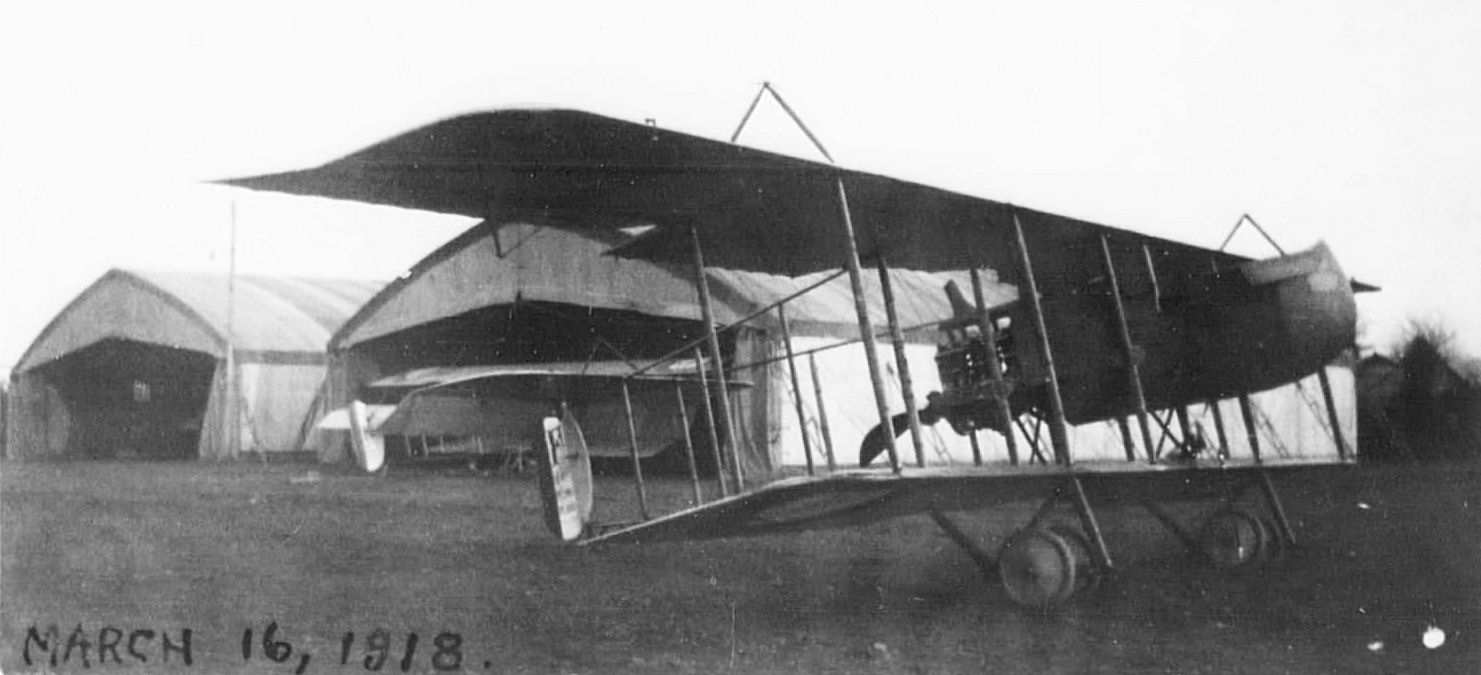
Avion français de reconnaissance Farman F.40 au camp de Coëtquidan en 1918 (photographie US Army).
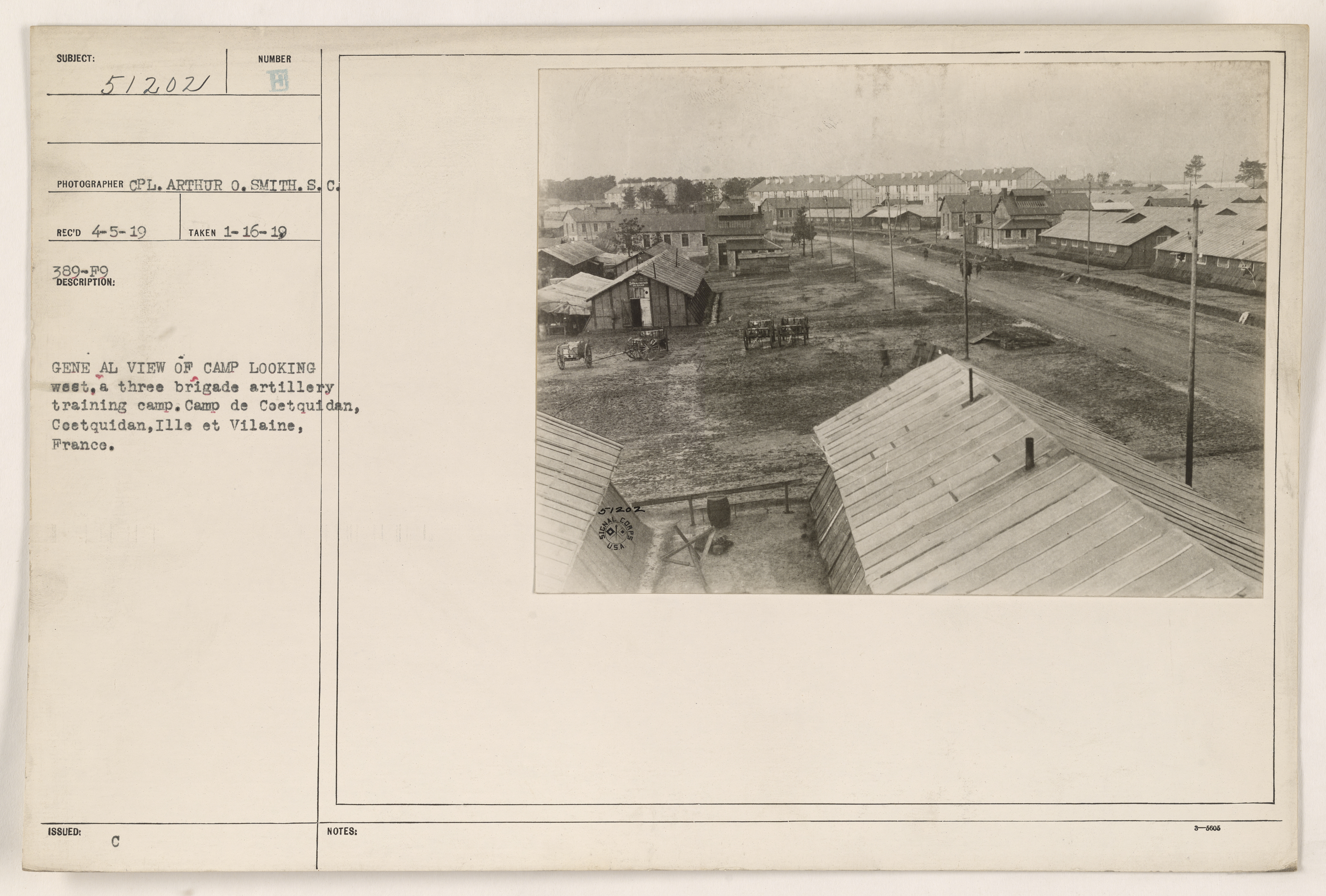
Vue du camp de Coëtquidan en 1919 (carte postale armée américaine).

### Le camp pendant l'Entre-deux-guerres

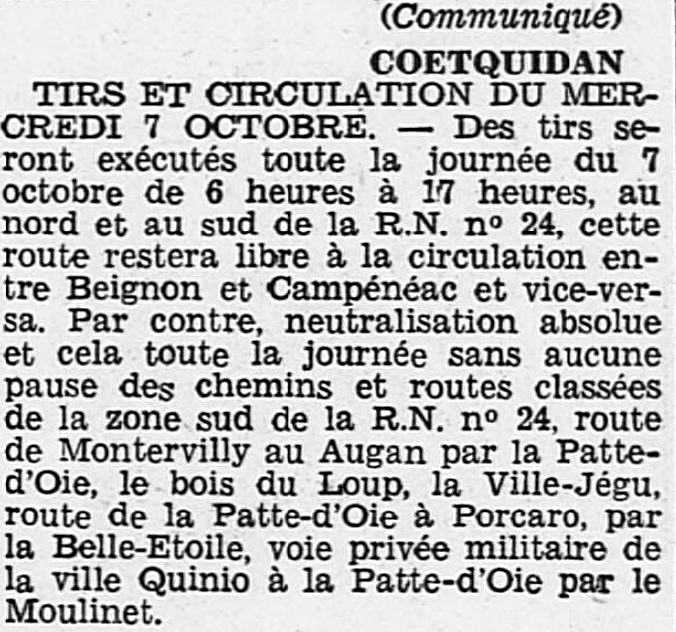
Communiqué annonçant la fermeture de routes lors d'une séance de tirs dans le camp de Coëtquidan (journal L'Ouest-Éclair, 1936).

Une réunion organisée le 15 juin 1921, réunissant des autorités militaires, l'ingénieur des Ponts et Chaussées de Pontivy et les maires de Beignon, Saint-Malo-de-Beignon, Campénéac, Augan et Guer précisa les modalités d'interruption du trafic routier lors des séances de tir dans le camp de Coëtquidan, concernant notamment la route nationale 24 (dont le tracé d'alors passait par Campénéac et Plélan-le-Grand via Beignon et Trécesson) et les routes d'intérêt local « de viabilité médiocre [où] la circulation rurale est beaucoup plus importante que la circulation automobile » comme les axes Augan-Beignon et Porcaro-Beignon. En 1929 les élus locaux demandent une restriction des interdictions.

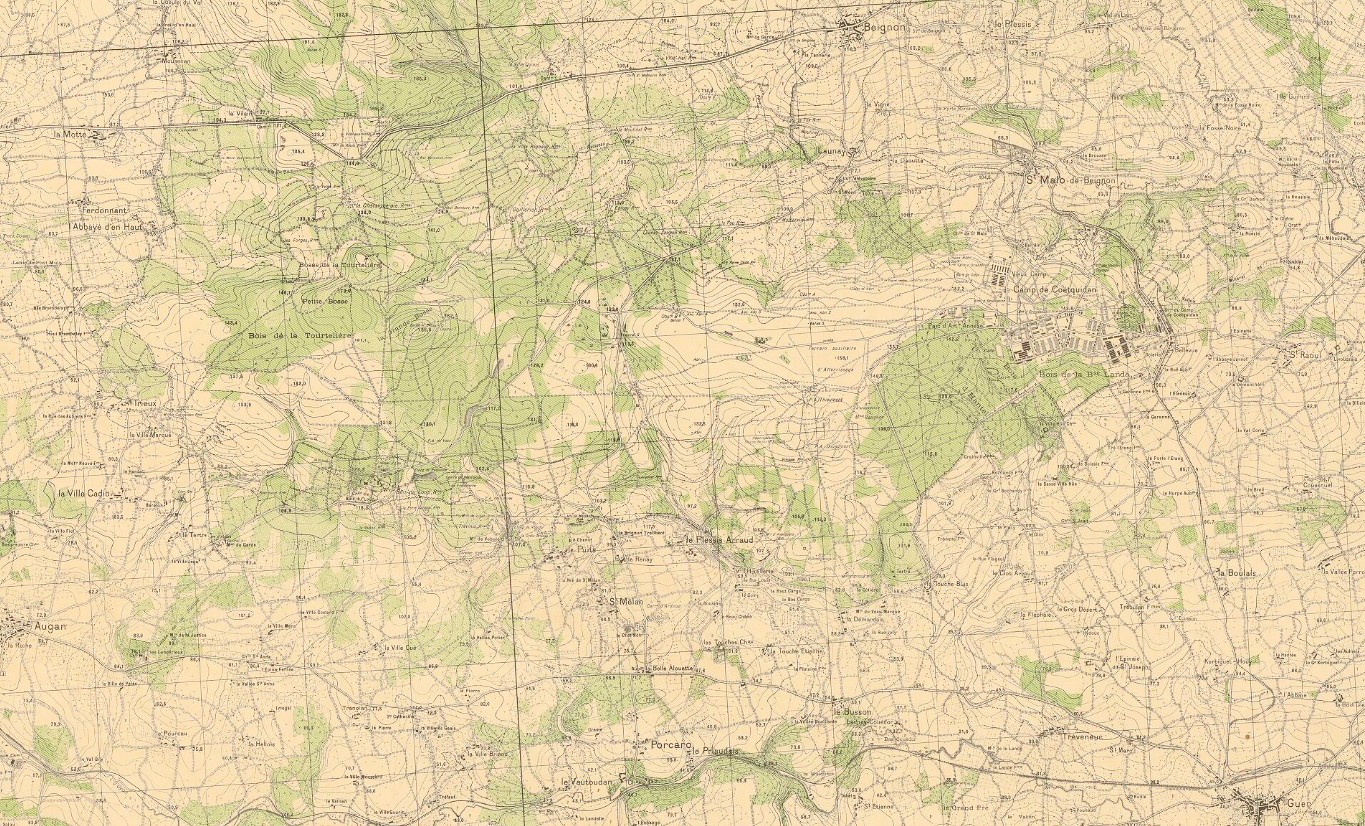
Carte du camp de Coëtquidan en 1926 (publiée en 1928).

Durant l'Entre-deux-guerres, le camp se modernise encore avec la construction de nombreux bâtiments sur le flanc sud, ceux-ci étant alors répartis en îlots capables d'accueillir chacun un régiment. Des maisons en pierre de schiste voient le jour pour abriter le poste de commandement du camp, celui des manœuvres et l'hôpital.
L'Agence Rol a publié un reportage photographique sur les grands manœuvres effectuées au camp de Coëtquidan en septembre 1922, dirigées par le général Antoine Baucheron de Boissoudy en présence du Major-General anglais Charles John Sackville-West (1870-1962), de Władysław Sikorski (chef d'état-major de l'armée polonaise), du prince Aage de Danemark, etc..

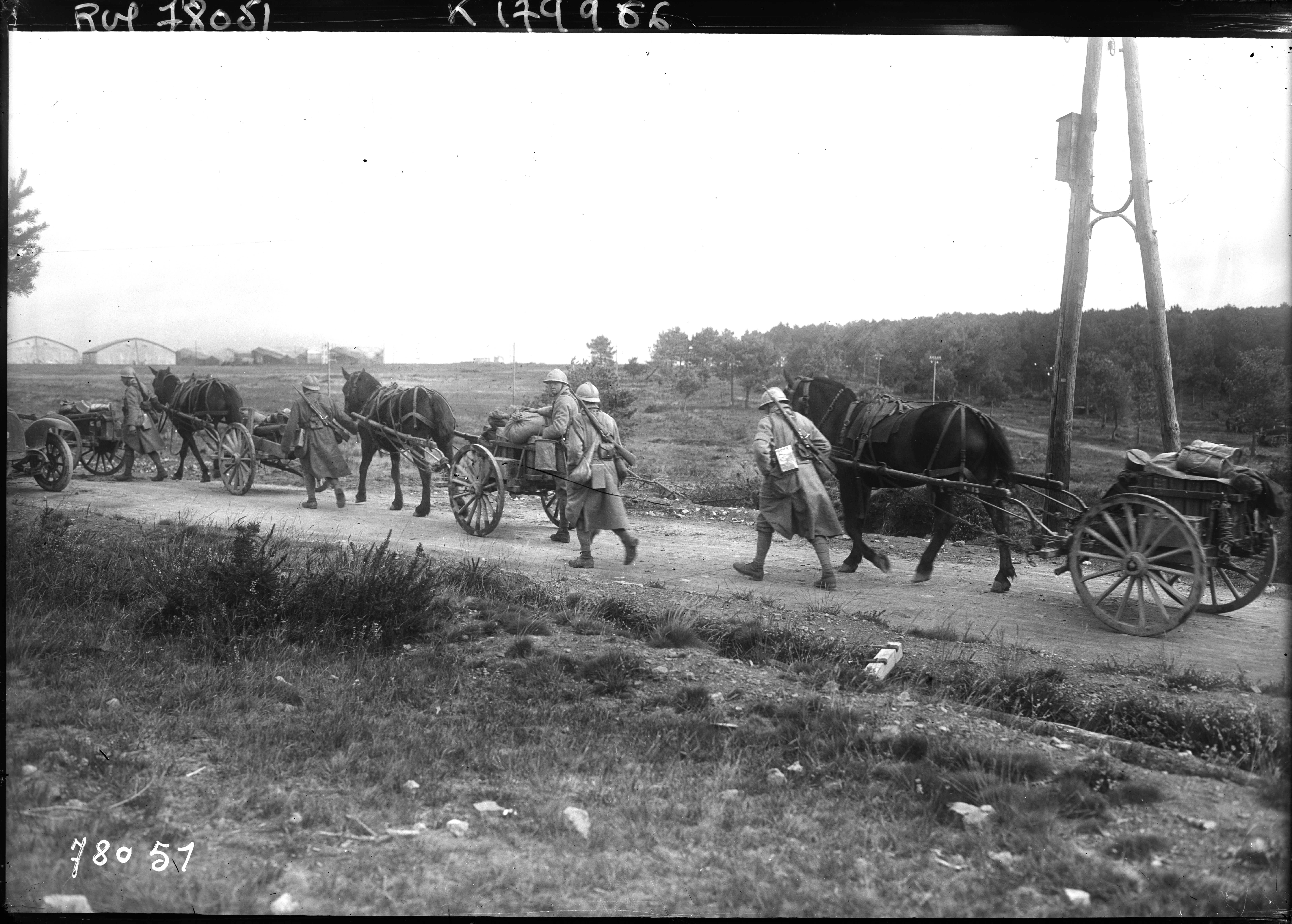
Convoi militaire lors des grandes manœuvres de septembre 1922.
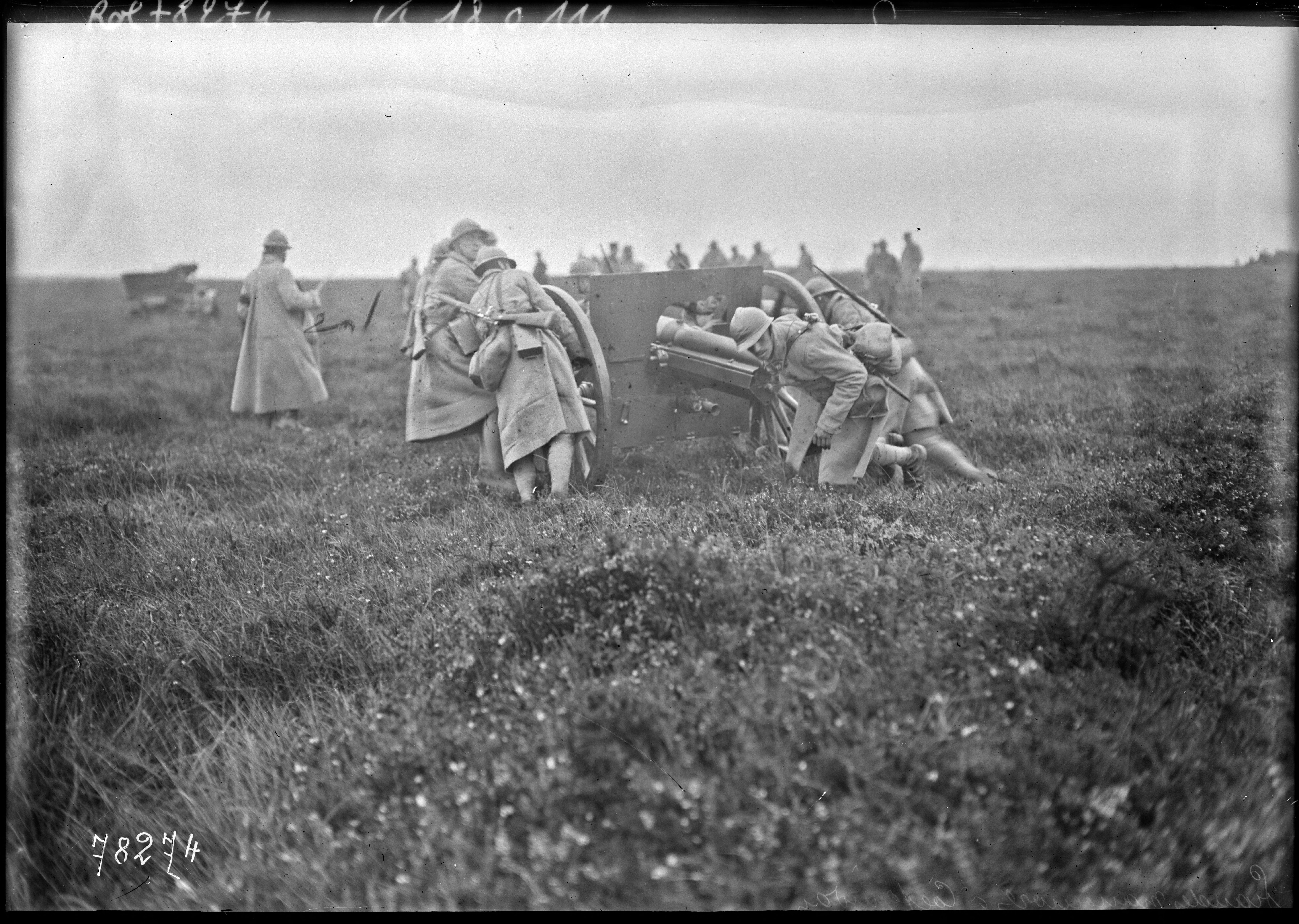
Installation d'un canon.
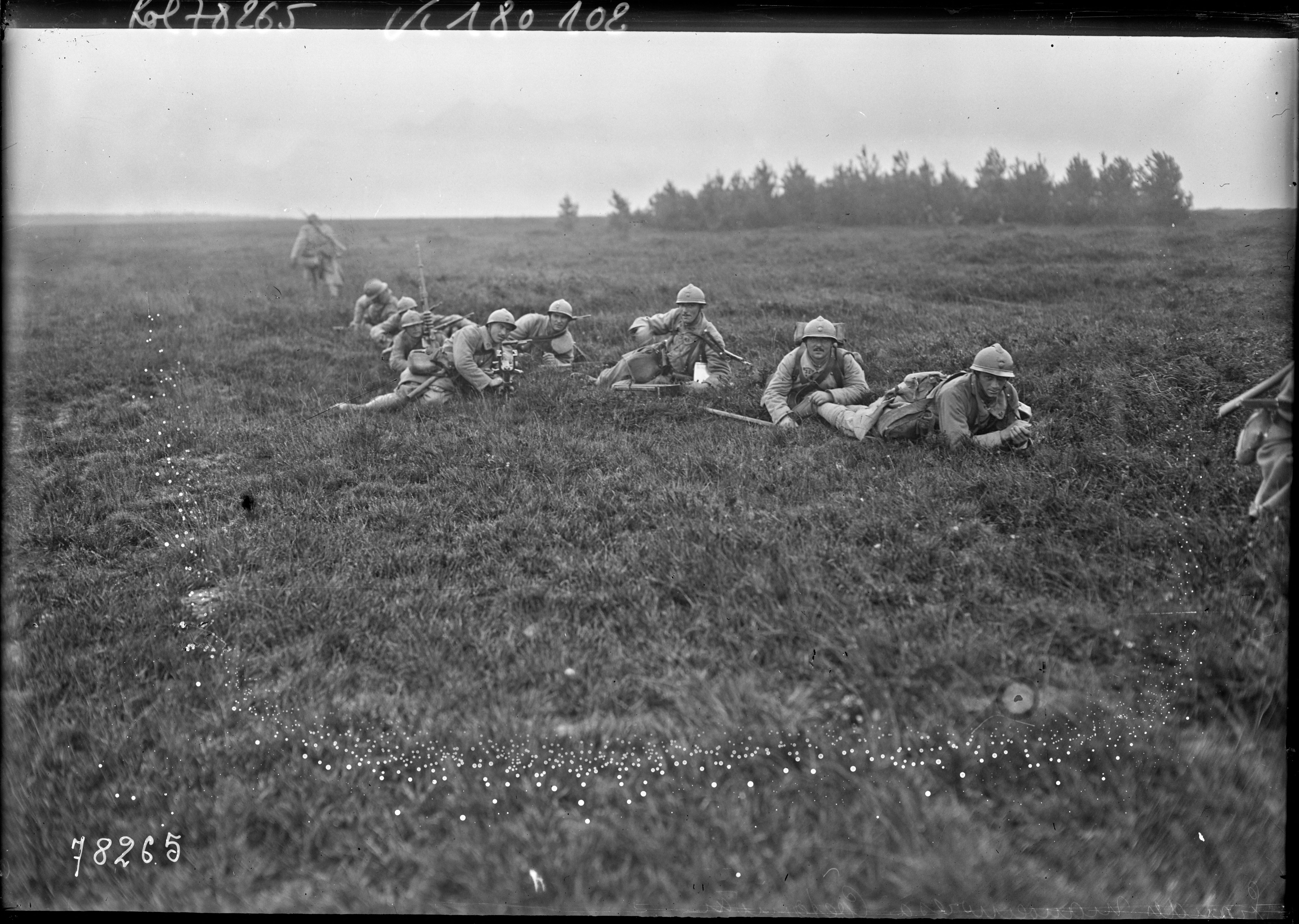
Fantassins.
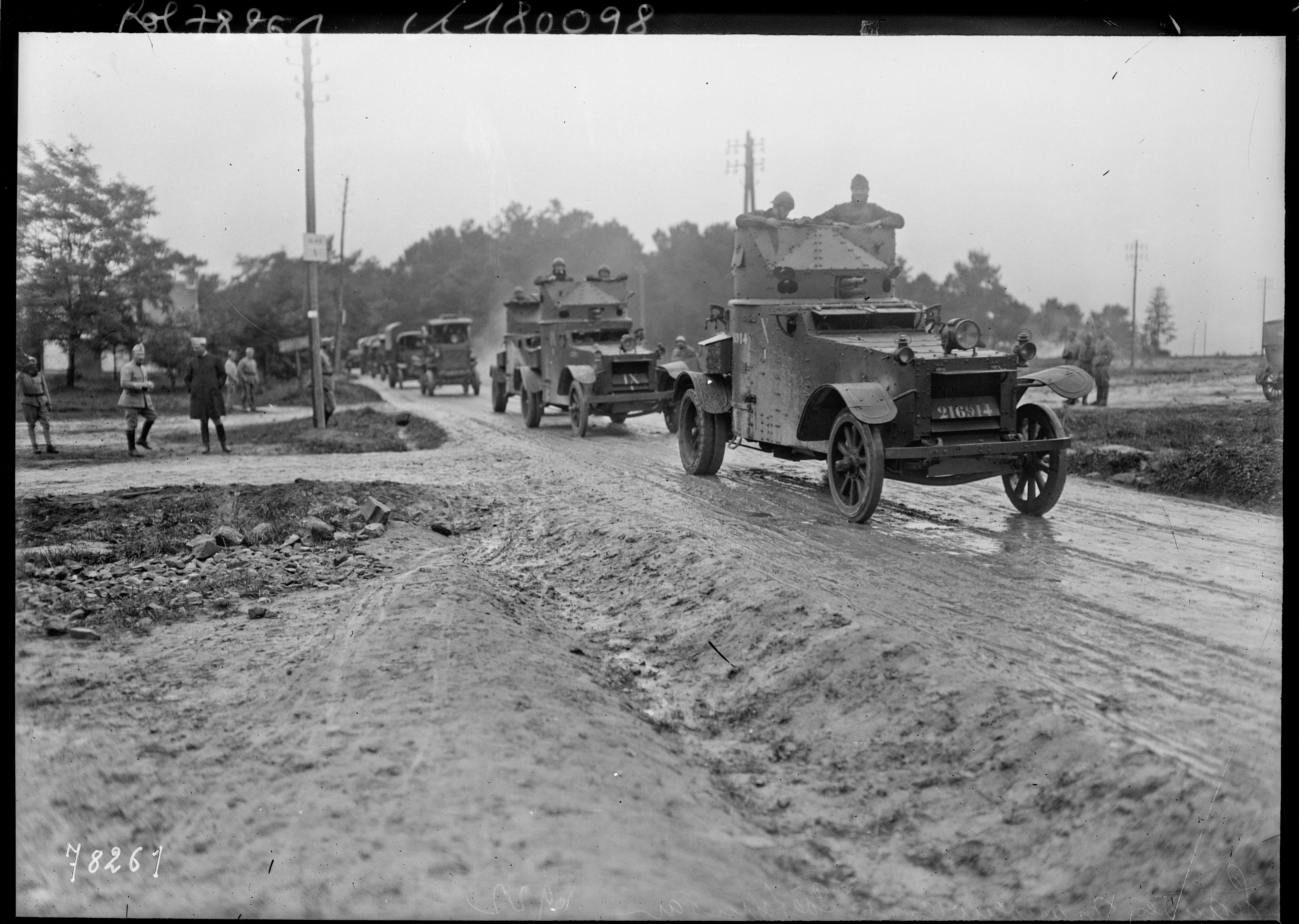
Passage de véhicules blindés.
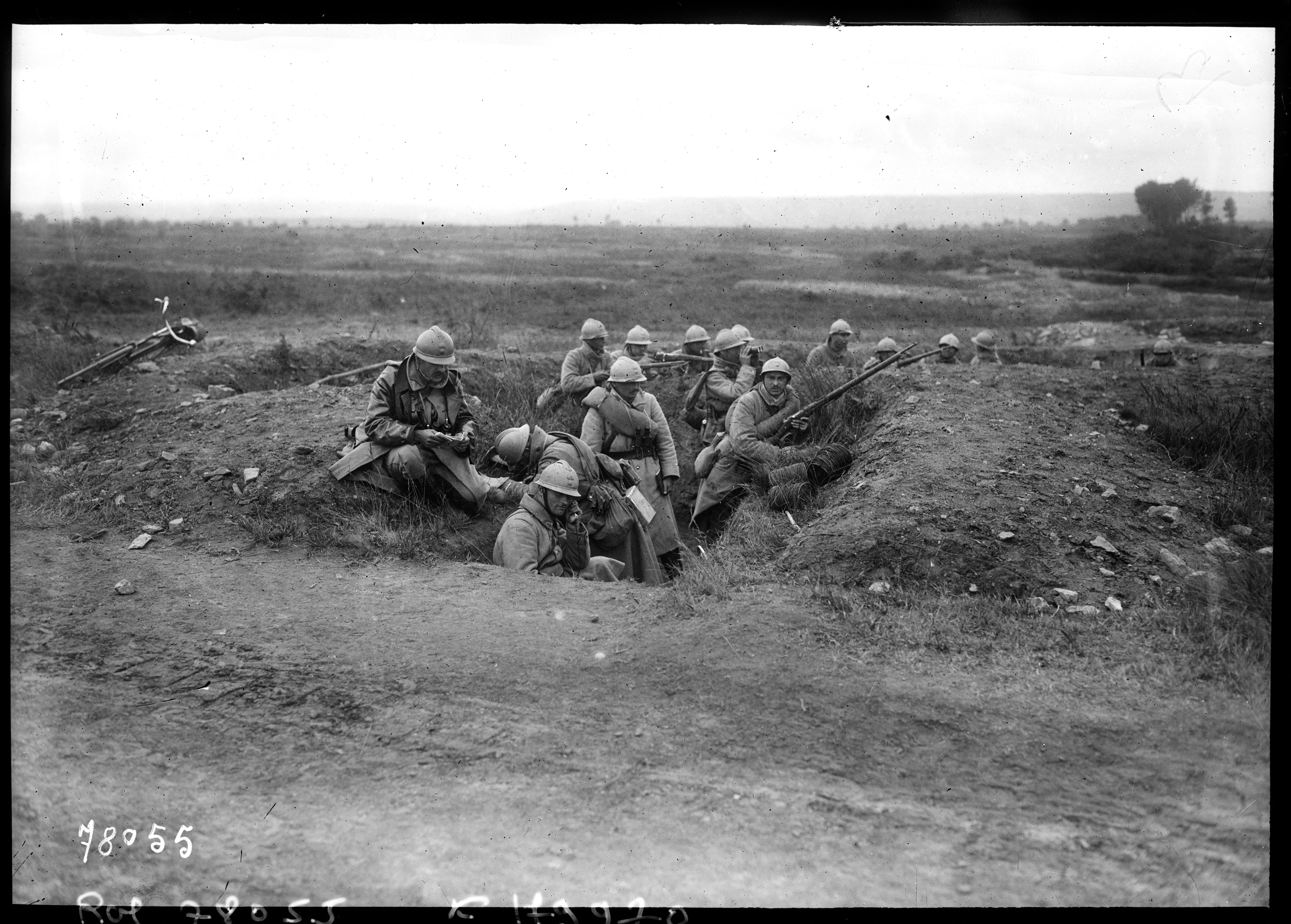
Soldats dans une tranchée.
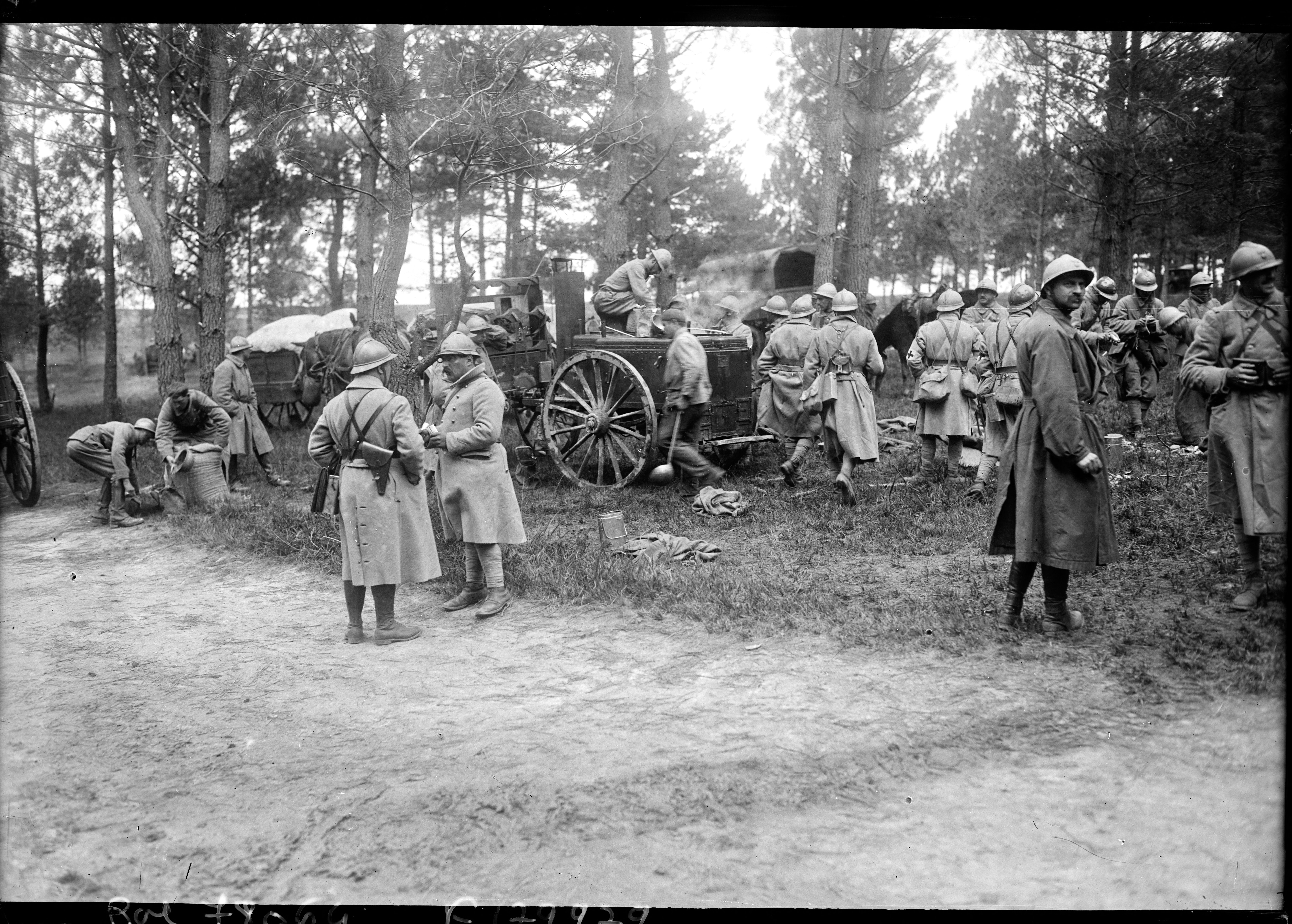
Soldats près d'une cantine.

De nombreux commerçants de Beignon et Saint-Malo-de-Beignon avaient installé de petites buvettes en planches en limite du camp de Coëtquidan pour une clientèle militaire.
Juste avant la Seconde Guerre mondiale, au printemps 1939, des réfugiés espagnols sont hébergés à Coëtquidan dans un "Centre de Rassemblement des Étrangers" (135 centres dans toute la France) ; les réfugiés espagnols (entre 1 000 et 3 000 selon les sources) sont regroupés aux alentours du château du Bois-du-Loup (commune d'Augan), dans un immense camp de toile entouré de barbelés et affectés à la construction de six baraquements en bois afin de les héberger et à l'entretien de routes ; ce centre ferme en septembre 1939, peu après le début de la guerre.

### Le camp pendant la Seconde Guerre mondiale
Le 12 septembre 1939 le camp de Coëtquidan est mis à la disposition de l'armée polonaise après sa défaite lors de la Campagne de Pologne ; la 10e brigade blindée motorisée est la seule unité de l'armée polonaise qui parvient à fuir, via la Hongrie, et à gagner la France. La 10e brigade de chasseurs de Podhale est constituée le 9 février 1940 à Coëtquidan : elle comprend 4 778 hommes ; puis sont créées successivement la 1ère et la 3e division d'infanterie polonaise. Entre octobre 1939 et juin 1940, plus de 22 000 soldats de l'armée polonaise occupent le camp en mars 1940 ; une partie d'entre eux participe à la Campagne de France. Une stèle est située sur le terrain militaire de Coëtquidan à l'entrée de la zone de bivouac du Bois-du-Loup ; elle est visible depuis la route Augan-Beignon.
Après la défaite française de 1940, la Wehrmacht prit possession du camp de Coëtquidan ( environ 2 000 soldats allemands l'occupent), y remplaçant l'armée polonaise qui l'occupait entre septembre 1939 et juin 1940. Pendant la deuxième moitié de 1943, l'armée allemande décide un agrandissement du camp de Coëtquidan qui concerne 2 300 hectares de forêt et 1 850 ha de terres labourables répartis dans les quatre communes de Paimpont, Augan, Campénéac et Beignon et provoque l'expulsion des habitants, les usages agricoles et forestiers pouvant être maintenus en dehors des périodes de tir ; à Beignon deux hameaux étaient concernés : Launay et la Lande. Mais en raison de l'arrivée des troupes alliées, les personnes expulsées purent revenir dès août 1944 .
À la Libération, le camp est occupé par des FFI de juillet à décembre 1944. Le camp devient ensuite une base américaine jusqu'en juin 1945 et la fin de la guerre en Europe.

### Le camp après la Seconde Guerre mondiale
L'école militaire de Saint-Cyr, près de Versailles, étant inutilisable à cause d'un bombardement allié du 26 juillet 1944 et sur insistance du général de Lattre de Tassigny, l'école militaire interarmes (EMIA), qui s'était installée à Cherchell en Algérie et qui regroupe alors les élèves saint-cyriens et ceux issus des corps de troupe, s'installe dans le camp de Coëtquidan : la nouvelle école militaire est construite à partir de 1962 (le chantier nécessite la construction de nombreux bâtiments capables d'accueillir 4 500 personnes et une dizaine de kilomètres de routes) et inaugurée le 27 juillet 1969.
Regroupées dans l'Académie militaire de Saint-Cyr Coëtquidan, outre l'École de Saint-Cyr Coëtquidan, le site accueille l'École militaire interarmes, l'École militaire des aspirants de Coëtquidan, l'École d'administration militaire, l'École militaire du corps technique et administratif (entre 1977 et 2010), ainsi que, pour des manœuvres, le 3e régiment d'infanterie de marine de Vannes.

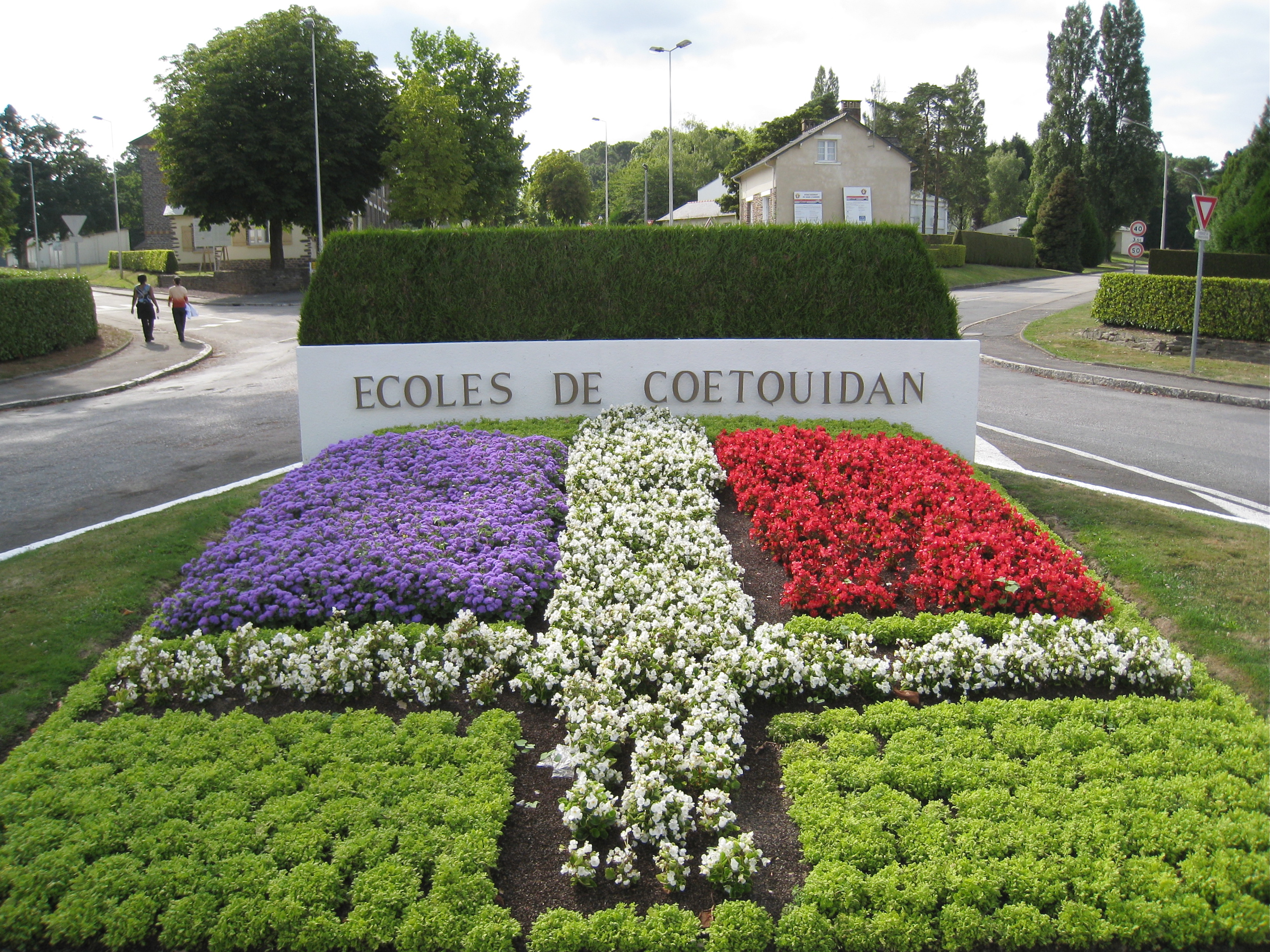
Parterre de fleurs à l'entrée des Ecoles de Coëtquidan.
Logo de l'École militaire interarmes.
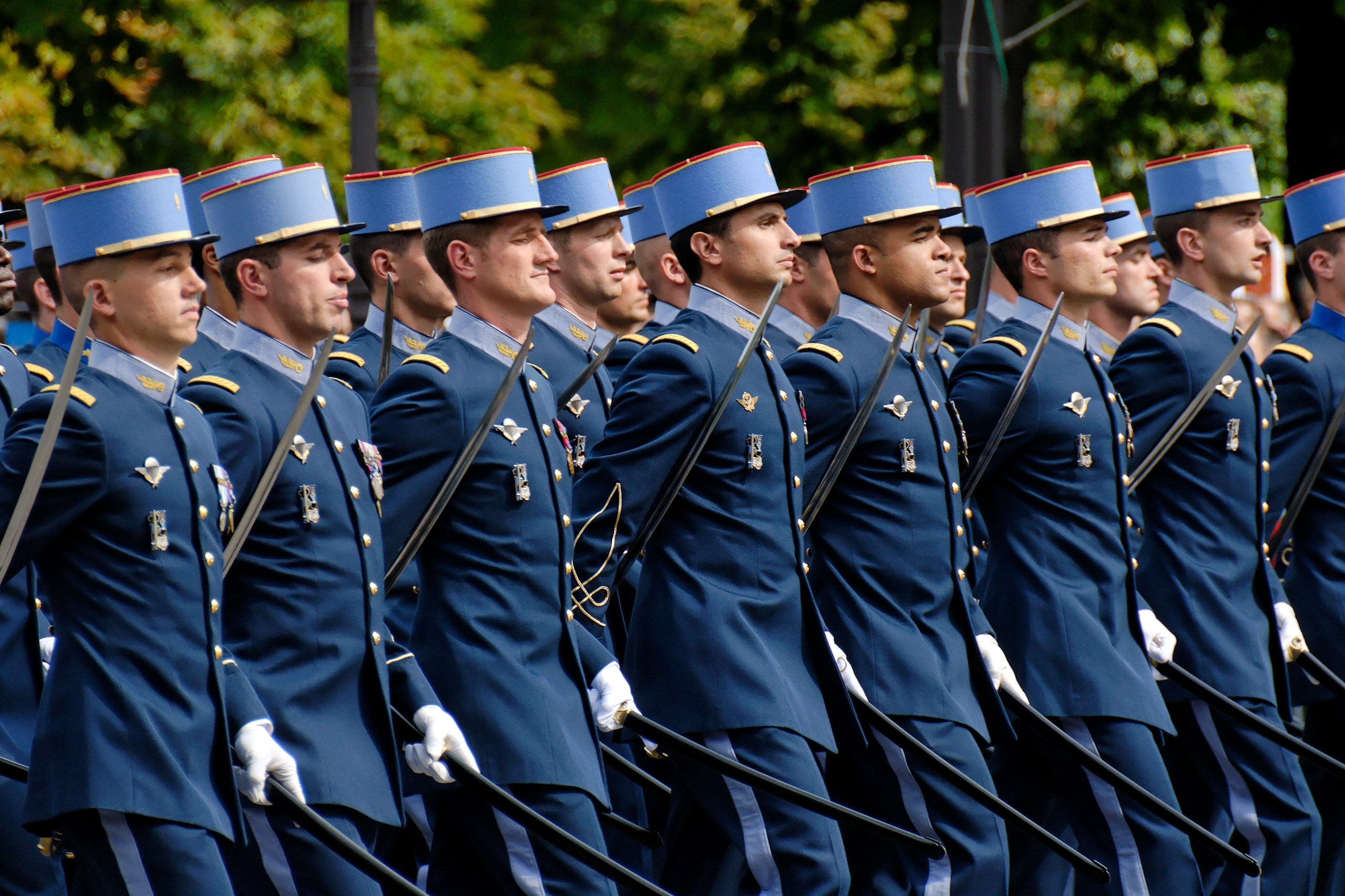
Élèves de l'École militaire interarmes pendant le défilé du 14 juillet 2007 sur les Champs-Élysées.
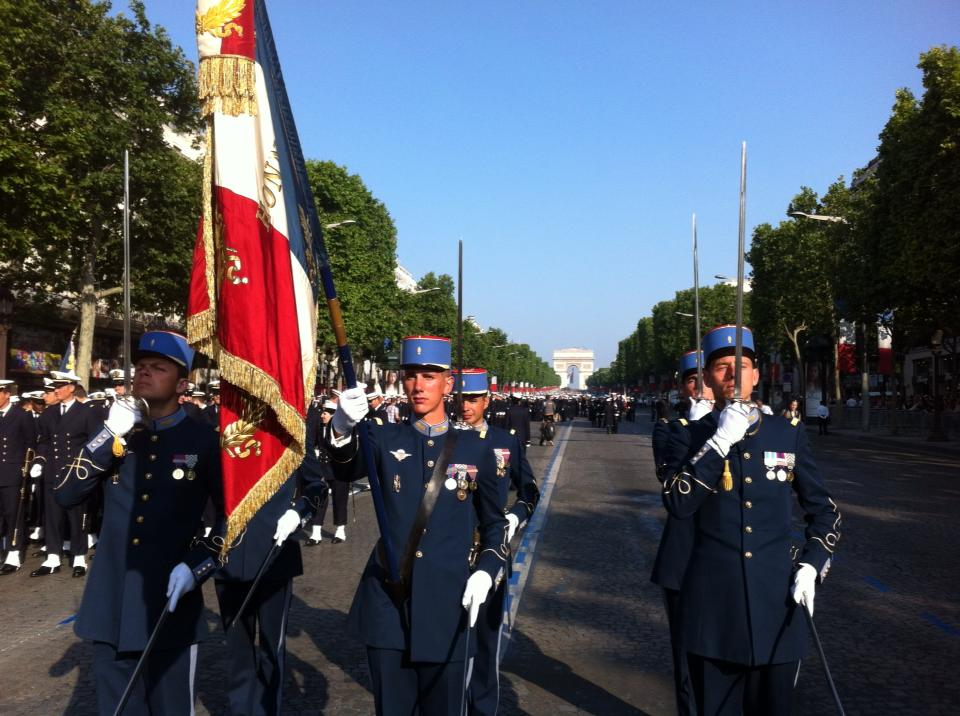
Drapeau de l'École militaire interarmes et défilé sur les Champs-Élysées le 14 juillet 2012.
- Baptême de la promotion CBA BAREK-DELIGNY (vidéo).
- Armée de terre - Epées, sabres et casoars 2011 (vidéo).
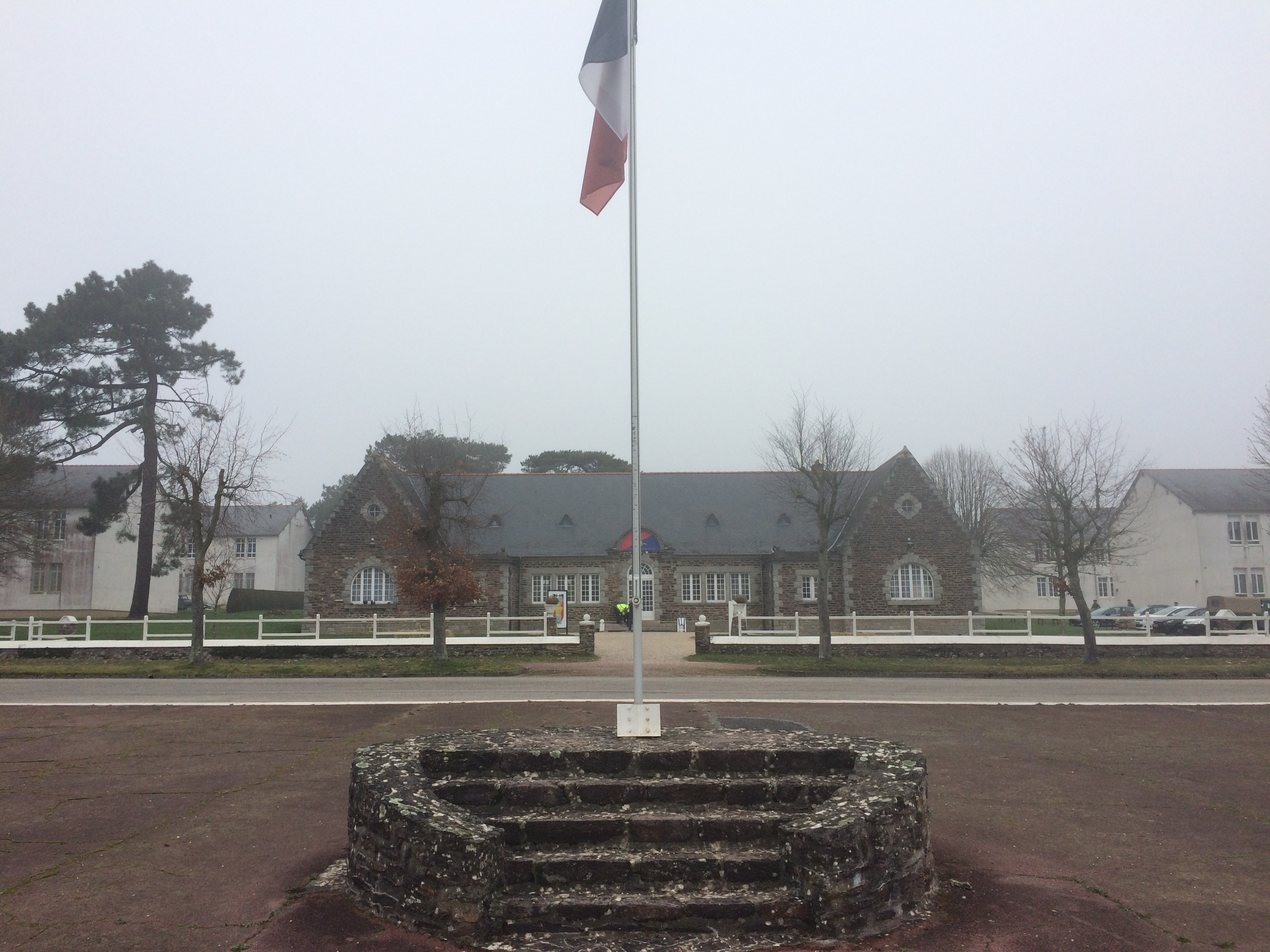
Quartier général du 4° Bataillon de Saint-Cyr à Coetquidan vu de la place d'Armes.
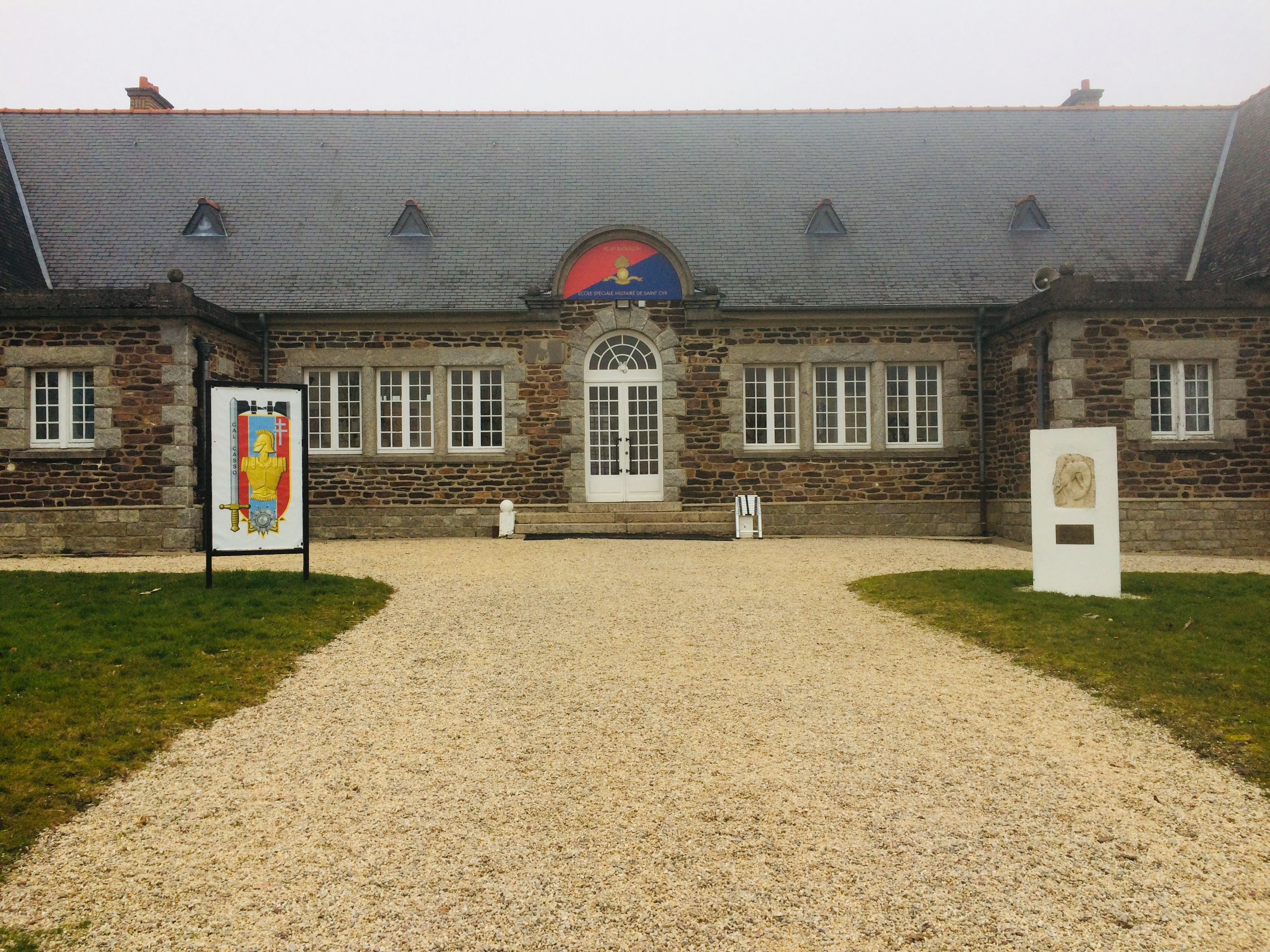
Entrée du Quartier général du 4° Bataillon de Saint-Cyr à Coëtquidan.
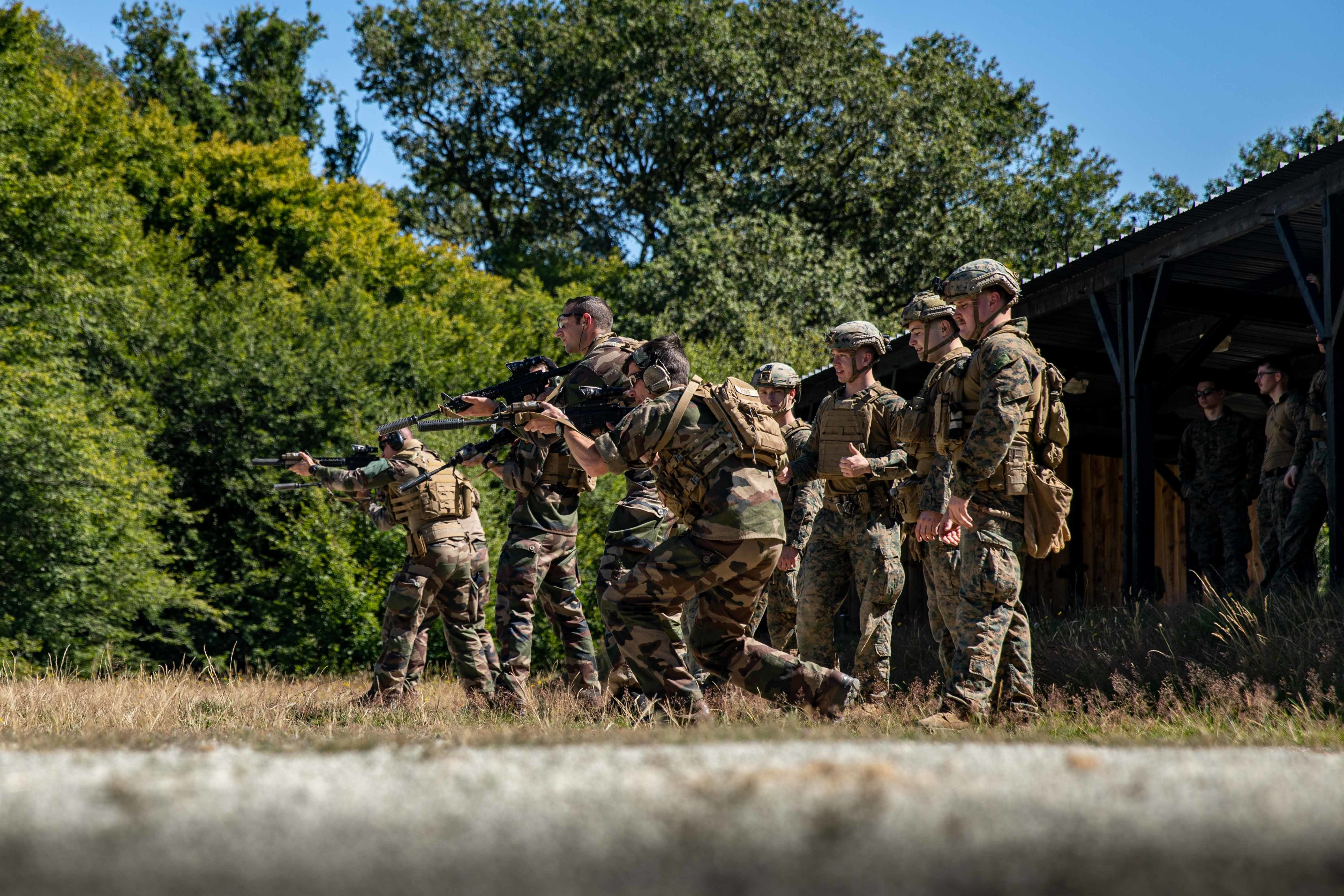
Marines américains du 22e corps expéditionnaire et soldats français du 3e régiment d'infanterie de marine participant à un exercice commun de tir à Beignon (8 juillet 2022).

Le Réseau O.A.S. de l’Ouest se développe en 1961 autour d'un noyau de militaires du camp de Coëtquidan associés à des civils de la région de Brocéliande ; il commit 7 attentats dans le Grand Ouest de la France.

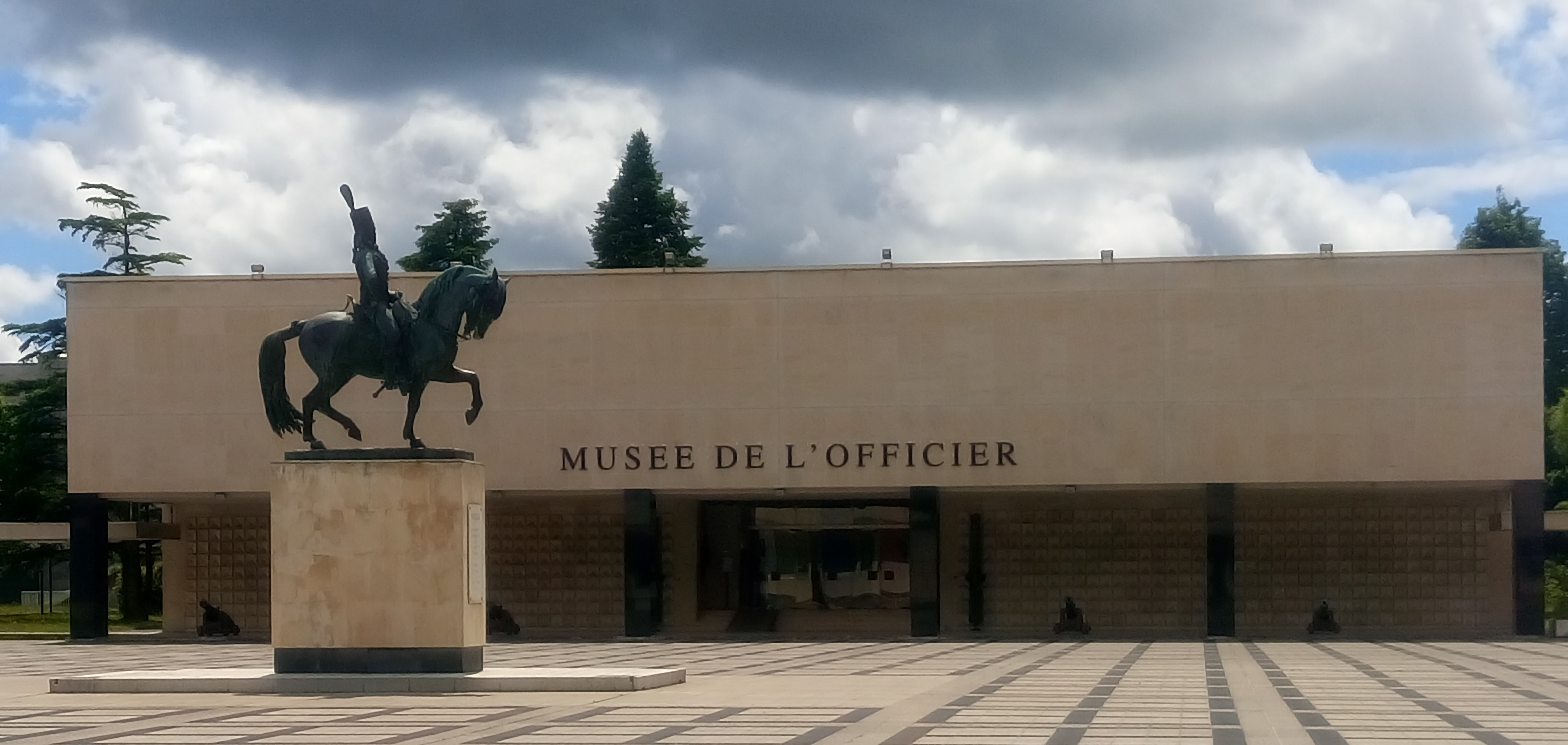
La façade du musée de l'Officier depuis la place Rivoli à Coëtquidan.

Le Musée de l'Officier (anciennement "Musée du Souvenir") présente une riche collection de 2 000 objets : tableaux, bronzes, armes, uniformes, emblèmes, trophées, etc.. Il est situé dans l'enceinte du camp de Coëtquidan.

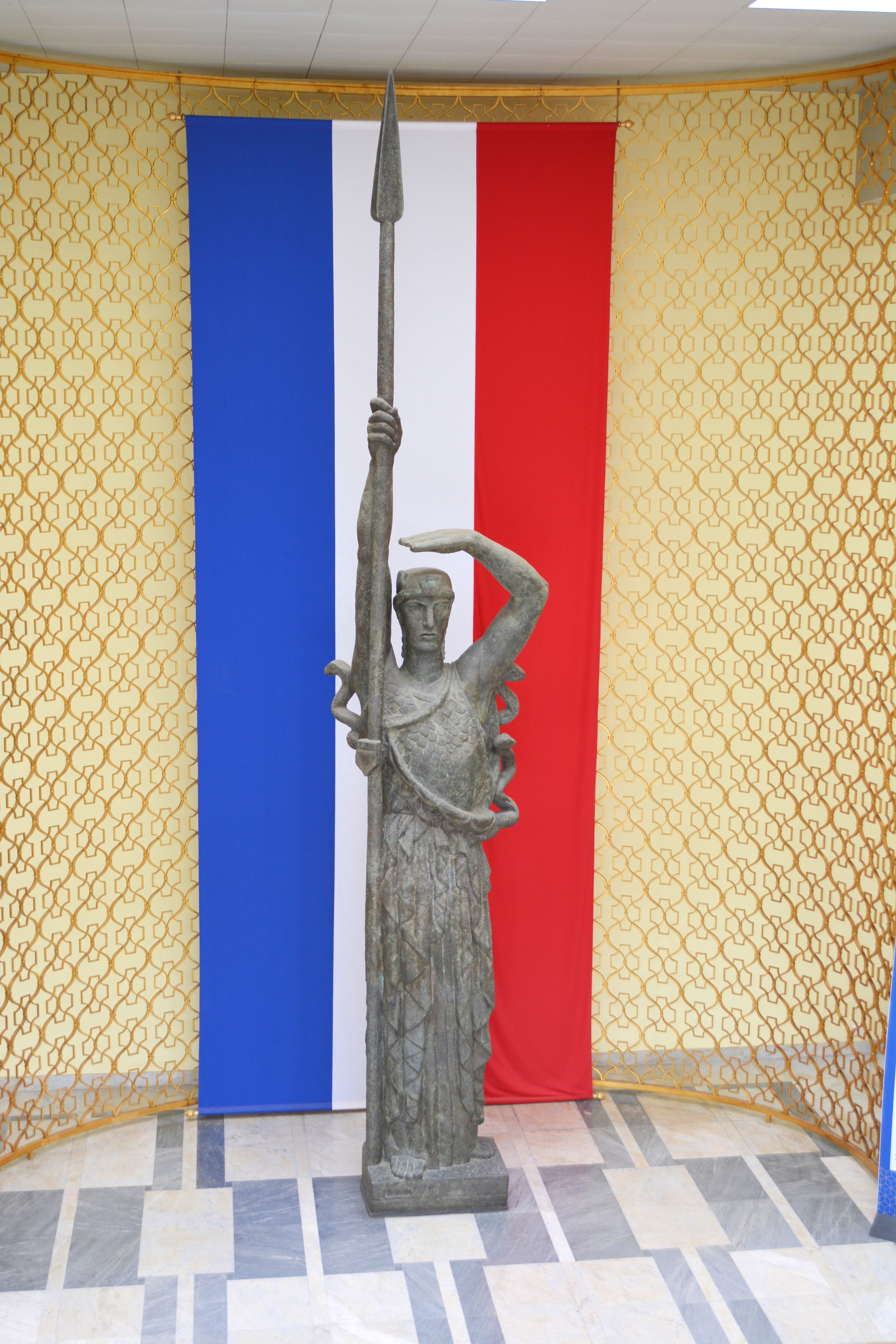
Antoine Bourdelle : La France (sculpture exposée au Musée des Officiers).
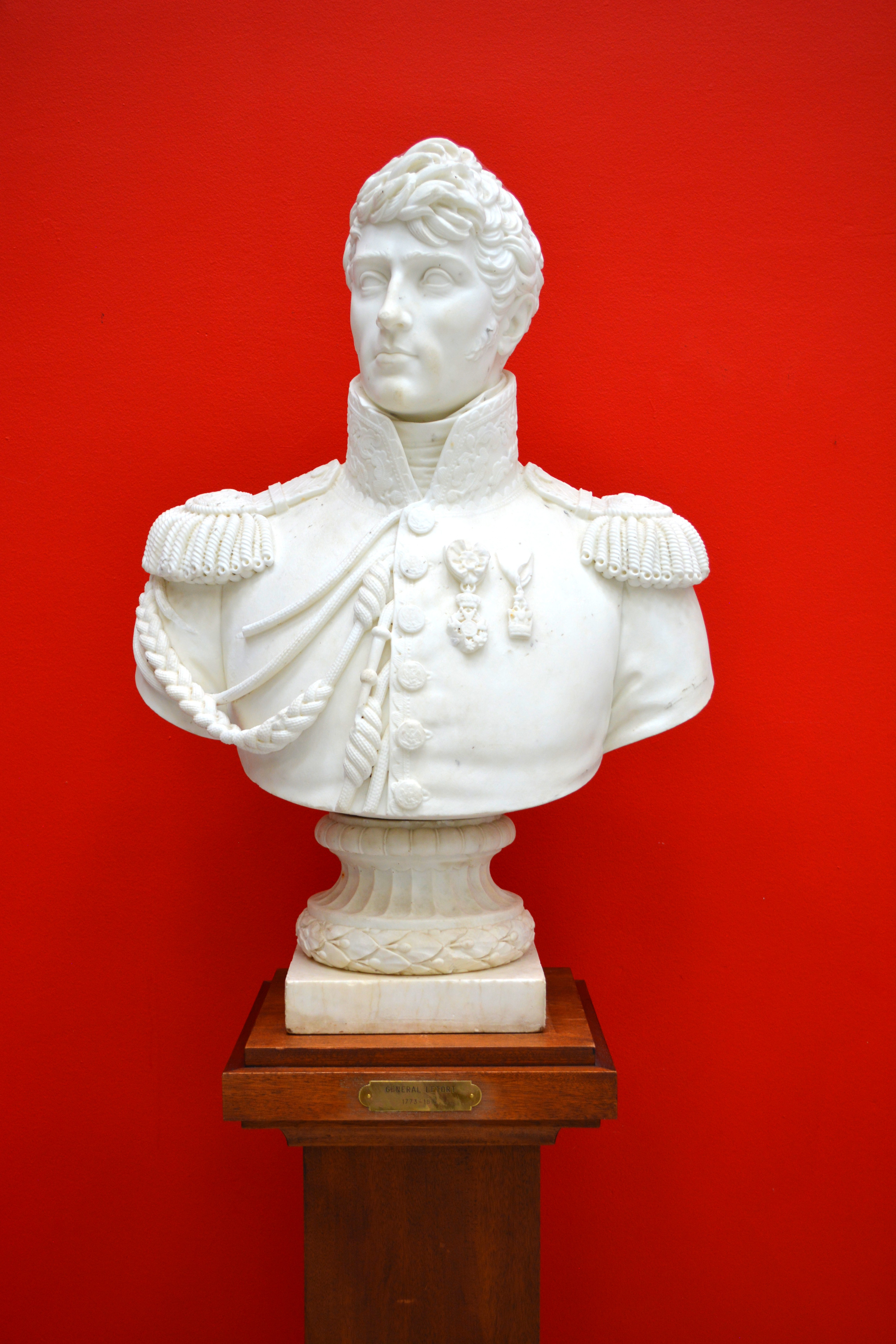
Buste du général Letort (1773-1815), exposé au Musée de l'Officier.
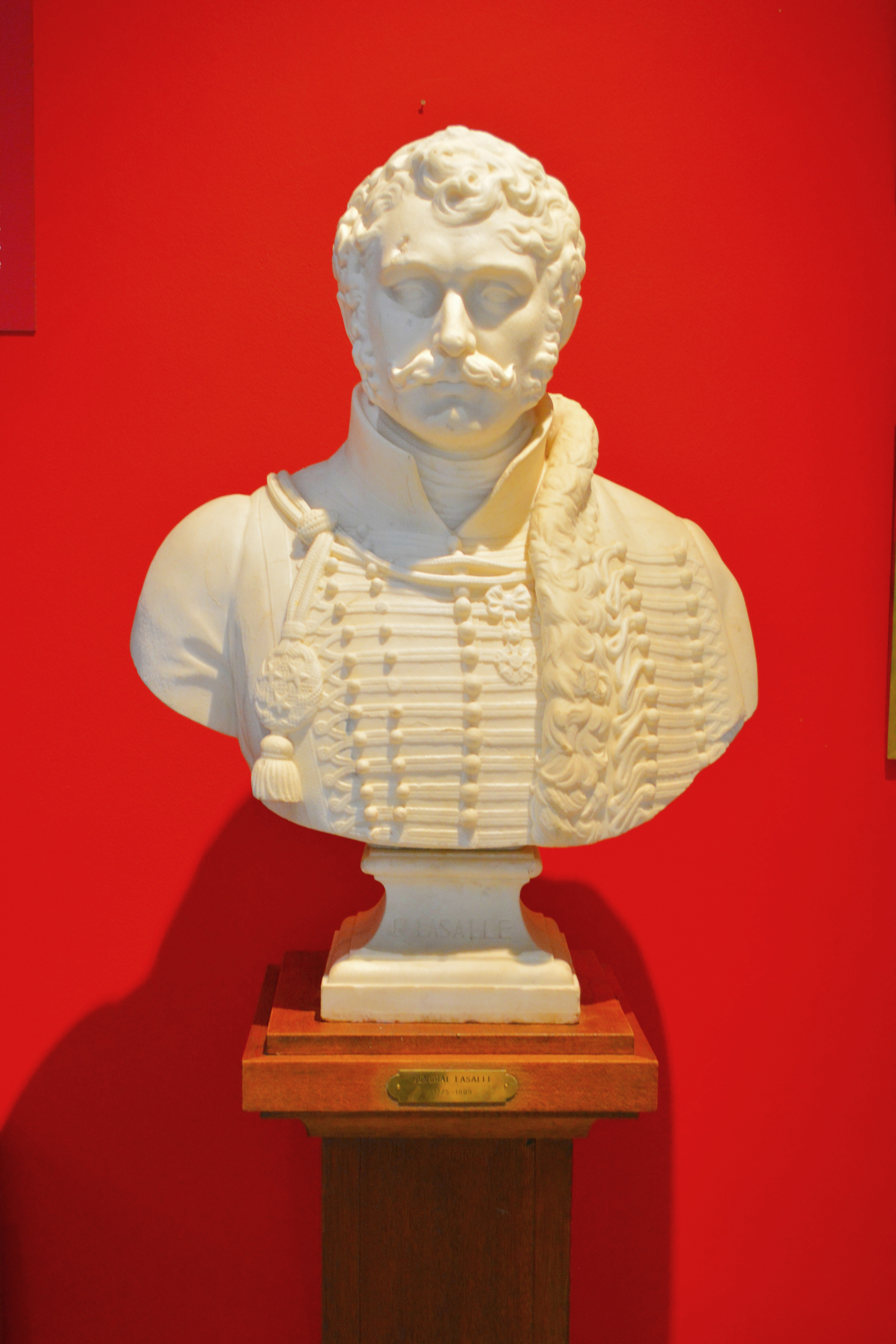
Buste du général Lasalle (1775-1809), exposé au Musée de l'Officier.
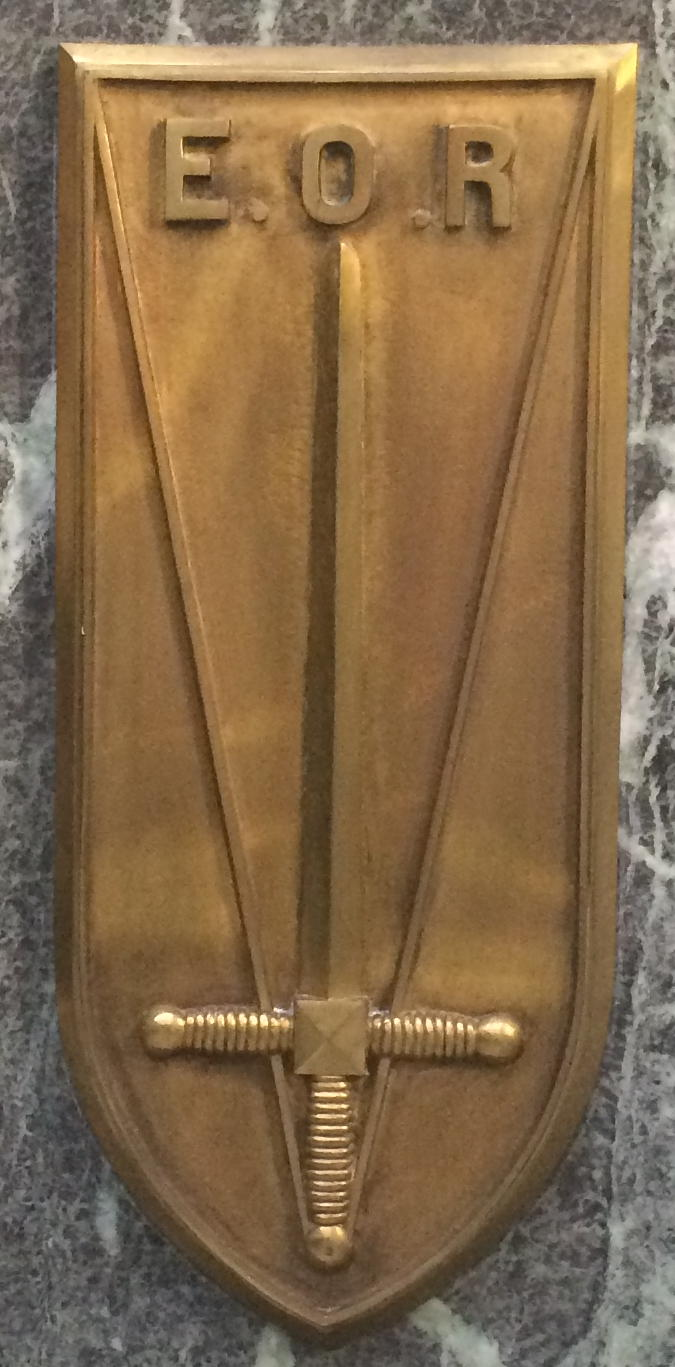
L'insigne des EOR (Élèves officiers de réserve).